# Pyramide de Khéops
La pyramide de Khéops, ou grande pyramide de Gizeh, est un monument construit par les Égyptiens de l'Antiquité, formant une pyramide à base carrée. Tombeau présumé du souverain Khéops, elle fut édifiée il y a plus de 4 500 ans, sous la IVe dynastie, au centre du complexe funéraire de Khéops qui se situe à Gizeh en Égypte. C'est la plus grande des pyramides de Gizeh.
Elle fut considérée dans l'Antiquité comme la première des Sept Merveilles du monde. C'est la seule de ces sept merveilles à avoir survécu jusqu'à nos jours, et également la plus ancienne. Durant des millénaires, elle fut la construction humaine de tous les records : la plus haute, la plus volumineuse et la plus massive.
L'édifice est un chef-d'œuvre de l'architecte Hémiounou, et la consécration et l'aboutissement des techniques architecturales mises au point durant l'Ancien Empire, depuis la création de l'architecture monumentale en pierre de taille par Imhotep pour la pyramide de son souverain Djéser, à Saqqarah. Les nombreuses particularités architectoniques et les exploits réalisés pour la construire en font une pyramide à part, qui ne cesse d'interroger la recherche.

## Description

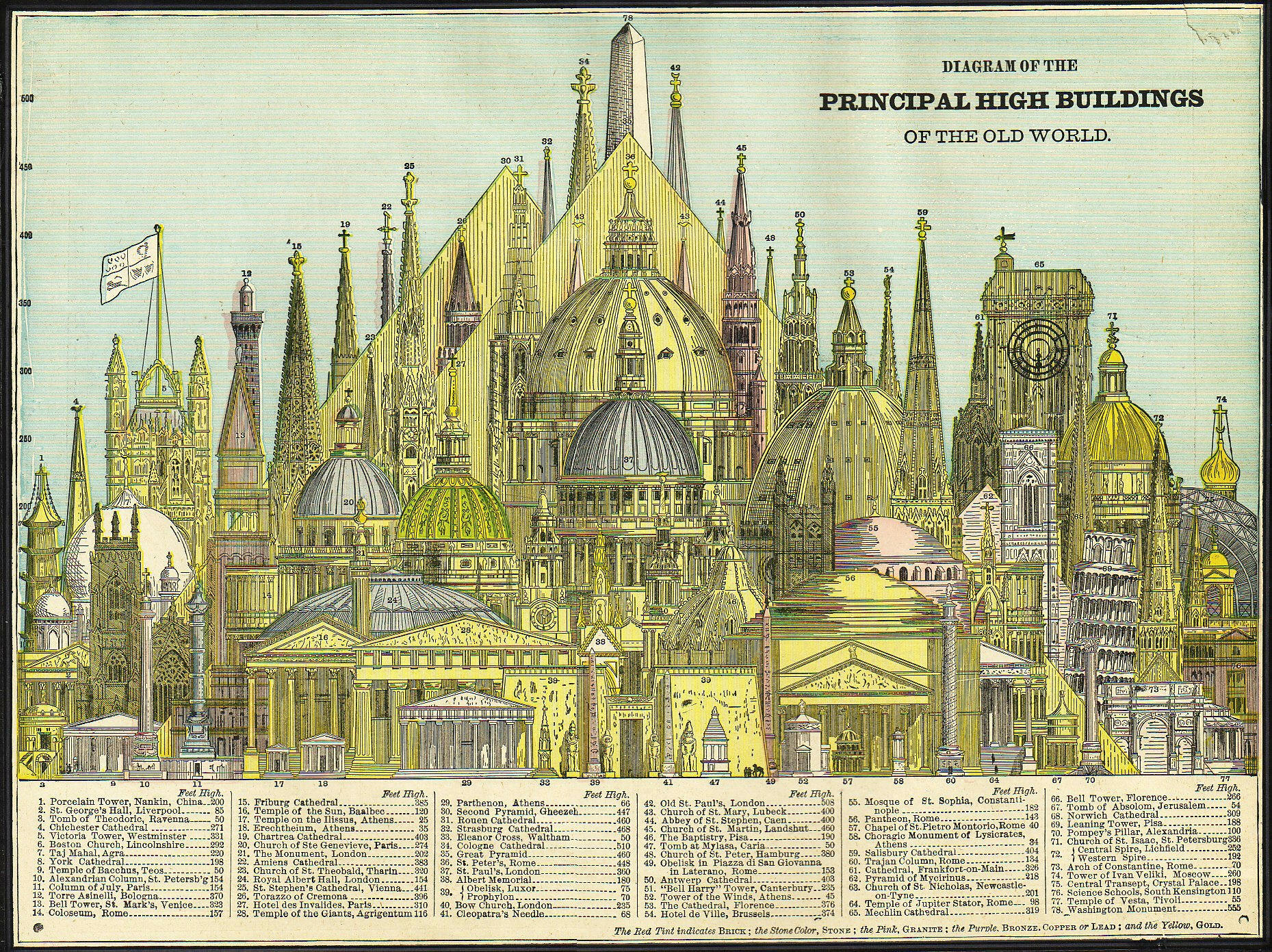
La pyramide de Khéops fait encore partie des édifices les plus hauts du monde en 1884.

Le monument est une pyramide à base carrée de 440 coudées royales anciennes, soit environ 230,5 mètres. Les valeurs empiriques d'aujourd'hui sont : au sud de 230,384 m, au nord 230,329 m, à l'ouest 230,407 m, à l'est 230,334 m, soit une erreur pour obtenir un carré parfait de seulement 12 secondes d'arc sur l'angle formé par ses diagonales.
Construite sur un socle rocheux, la pyramide avait initialement une hauteur d'environ 146,58 m (280 coudées royales égyptiennes). Elle était plus haute que la basilique Saint-Pierre de Rome, qui s'élève à 139 m. Mais l'érosion l'a réduite de 9,58 m (environ dix-huit coudées royales) pour atteindre 137 m de hauteur. Elle a détenu le record du monument le plus haut du monde jusqu'en 1311, année qui a vu l'érection de la cathédrale de Lincoln dont la flèche atteint 160 m de hauteur. Elle occupe un périmètre de 922 m, une surface de 53 056 m2 et un volume original de 2 592 341 m3 (aujourd'hui 2 352 000 m3).

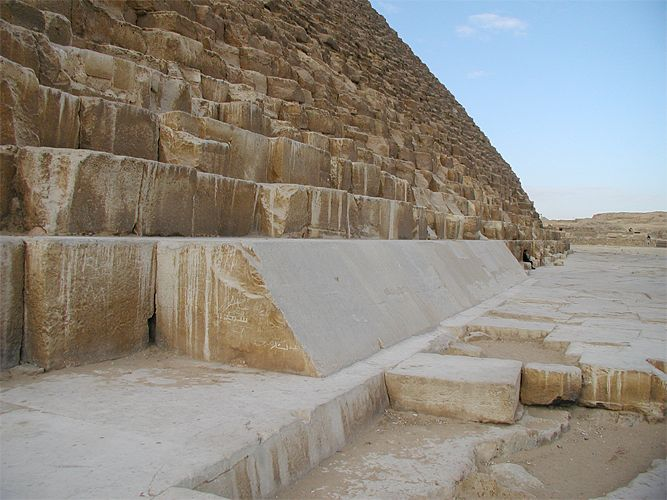
Vestige du parement calcaire.

L'estimation traditionnelle du nombre de blocs de pierres qui composent la pyramide est de 2,3 millions, mais le calcul des égyptologues va de 600 000 à quatre millions. La pyramide pèse près de cinq millions de tonnes. Le volume de matériau entassé (corps et revêtement) s'élevait à 2,5 millions de m3 ; aujourd'hui, il n'en reste qu'environ 2,34 millions.
Les premières assises de la pyramide sont posées directement sur la roche naturelle du plateau de Gizeh. D'après une étude géologique et géomorphologique faite en 2008, le volume minimum de ce substrat est estimé à 23 % du volume total.
Le parement ou revêtement était composé de pierres calcaires blanches, soigneusement jointoyées et polies, qui renvoyaient les rayons du soleil, lui donnant l'aspect d'une véritable colline de lumière (ce qui explique qu'elle a eu pour nom Akouit « la brillante », mais elle fut plutôt appelée Akhet Khoufou, « L'horizon de Khéops ») et soulignant sa géométrie par un jeu d'ombre et de lumière. Contrairement à la pyramide de Khéphren, elle n'a pas gardé son revêtement de calcaire dans sa partie supérieure, mais il subsiste quelques blocs au niveau de la base de la face Nord. Le nucleus (structure interne) est constitué de blocs de calcaire plus ou moins équarris, de moins bonne qualité que ceux du parement, les premiers étant issus d'une carrière à 400 m de la pyramide, les seconds de la carrière de Tourah. Les deux premières assises, ainsi que la maçonnerie de la grande galerie et des appartements funéraires sont construites en blocs de granit rose d'Assouan. Les blocs qui sont aujourd'hui visibles à l'extérieur sont noircis par la pollution et souvent cachés par la brume.
Chaque bloc de pierre calcaire a un volume de 1,10 m3 et pèse en moyenne 2,5 t, ce qui fait pour la pyramide (en négligeant le poids des 130 blocs de granite) une masse totale de 5 000 000 t.
Des vestiges d'une enceinte à redans, située à dix mètres autour de la pyramide, sont présents autour du monument. Ces redans sont des parties saines conservées du socle rocheux, qui ont permis de limiter le nombre de blocs à mettre en œuvre lors de la construction.

## Rôle au sein du complexe funéraire
La pyramide de Khéops fait partie d'un complexe plus vaste, constitué :
- d'un temple funéraire en deux parties : une basse, appelée « temple de la vallée » (ou « temple bas », associé à un port débarcadère en bordure des terres cultivées, ce lieu pouvant avoir servi d'accueil du roi vers l'au-delà, rien ne permettant de dire s'il servait à la purification et à la momification) ; une partie haute (ou « temple haut », chapelle funéraire où le clergé dépose tous les jours des offrandes) située à proximité de la pyramide[12]. Ces deux parties sont reliées par une « chaussée montante », couloir monumental dallé servant de galerie de communication[note 2] ;
- d'un ensemble composé de la pyramide de Khéops, de trois pyramides de reines, d'une pyramide satellite (pyramide G1D), ceint d'une muraille, relié à la galerie de communication par l'intermédiaire de la partie haute du temple ;
- de multiples mastabas regroupés en trois cimetières ou villes de mastaba, situées à l'orient derrière les pyramides des reines, au sud de la grande pyramide, et à l'occident de la pyramide du roi.

## Architecture
La pyramide de Khéops a bénéficié, pour sa construction, des développements et des innovations techniques des pyramides de son père Snéfrou à Dahchour. Elle ne semble avoir subi aucun changement de plan à l'extérieur. Ce point est par contre discuté en ce qui concerne l'intérieur du monument. Deux écoles s'affrontent : il y a les partisans d'un projet unique et les partisans de trois projets successifs. Il semble que l'architecte en ait été le vizir Hémiounou.

Vue en coupe et distribution interne de la pyramide de Khéops.

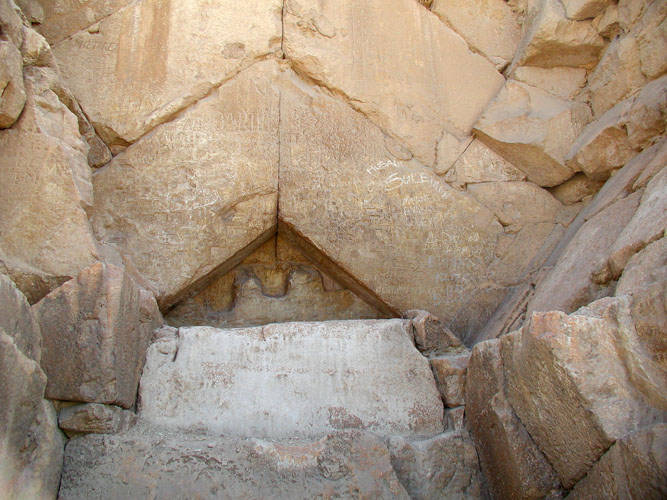
Système de couverture, entrée de la pyramide de Khéops.

### La distribution interne

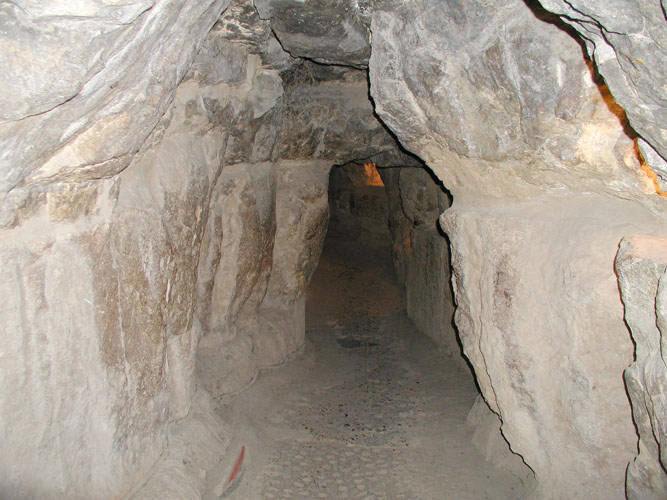
Percée d'Al-Mamoun.

L'entrée de la pyramide (1), située sur la face nord de la pyramide à une hauteur de 15,63 mètres, est surplombée par un système de décharge avec voûtes et linteaux monolithiques. Sa fonction est de protéger le couloir descendant de la masse située au-dessus. Les dimensions de cette voûte semblent pourtant disproportionnées quand on considère les charges relativement faibles en cet endroit. Avait-elle une fonction plus symbolique ?
Cette entrée aurait été fermée au moyen d'une pierre mobile, ce qui confirmerait les indications de l'auteur antique Strabon. Ce type de dispositif de fermeture avait déjà été utilisé à Dahchour.
On accède aujourd'hui à l'intérieur par la percée qu'effectua le corps expéditionnaire du calife Al-Mamoun en 832 (2). Le revêtement lisse de la pyramide était encore en place à cette époque et masquait le dispositif de fermeture antique, et les membres de l'expédition cherchèrent longtemps avant de trouver un endroit où la pierre sonnait creux. L'ouverture fut creusée quelques mètres sous la véritable entrée. Elle débouche sur le couloir ascendant, juste derrière les blocs bouchant le passage (3). Dans une chambre de décharge au-dessus de la chambre du roi, l'égyptologue Vyse découvrit en 1837 les seules inscriptions connues de la pyramide : le cartouche du roi Khéops. Il est plusieurs fois tracé en rouge sur les blocs de pierre, si bien que la cuve de la chambre du roi est traditionnellement considérée comme le sarcophage ayant abrité la momie de Khéops. La théorie de Gilles Dormion considère qu'il s'agit d'une fausse chambre destinée à tromper les voleurs.
Le plan de la pyramide de Khéops est composé de trois niveaux principaux.

#### La descenderie et la chambre souterraine
Le couloir descendant (4) , incliné de 26° 26′ 46″ — soit une pente de 50 % — et long de 105 mètres, aboutit à un couloir horizontal long de 8,90 mètres menant à la chambre souterraine (5). Cette dernière, ainsi qu'une grande partie de la descenderie, a été creusée dans la roche naturelle et demeure inachevée. Dans le mur sud fut ébauché un corridor de seize mètres de long ne débouchant nulle part. Un décaissement fut pratiqué dans le sol de la chambre. En 1837, les ingénieurs John Shae Perring et Howard Vyse y pratiquèrent  un puits profond de 11,60 mètres, lequel, espéraient-ils, les conduirait à la chambre sépulcrale. Leurs pensées étaient alors inspirées par le voyageur grec Hérodote, selon lequel le corps de Khéops reposait sur une île, entourée d'un canal et située en dessous de l'actuelle chambre souterraine. Leurs recherches ne donnèrent rien.
L'aspect inachevé de la chambre souterraine semble indiquer qu'elle constitue un premier projet abandonné, l'architecte ayant opté ensuite pour un aménagement dans la maçonnerie de la pyramide.

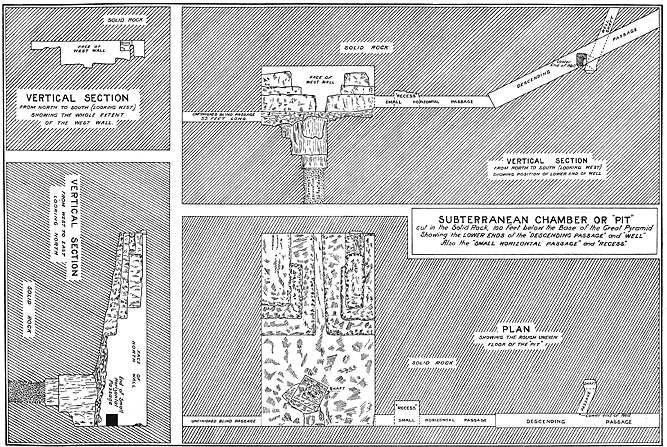
Plans.
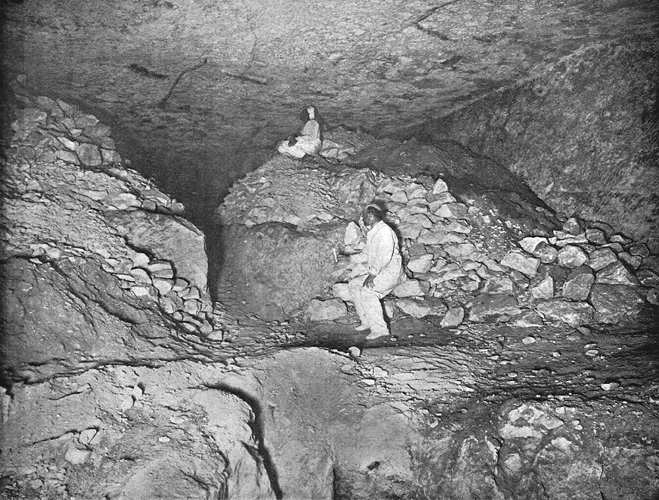
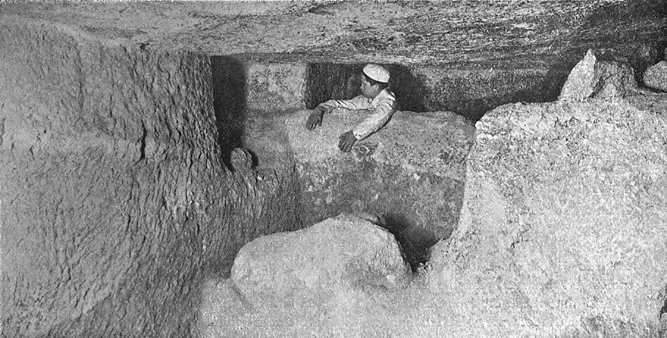
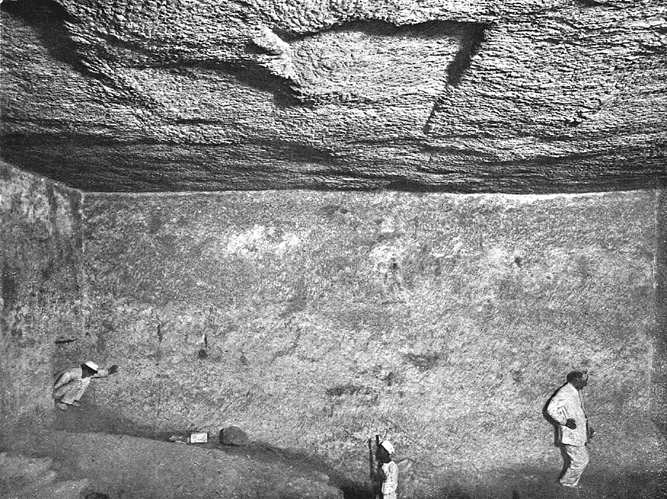
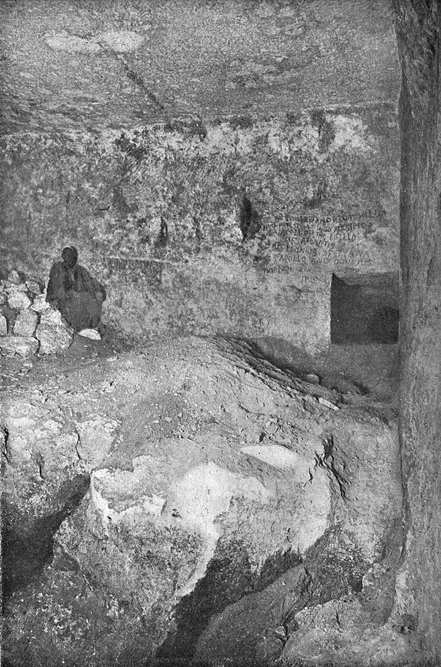
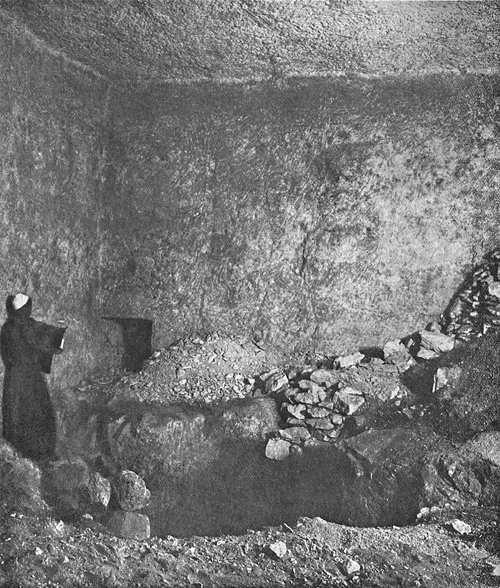
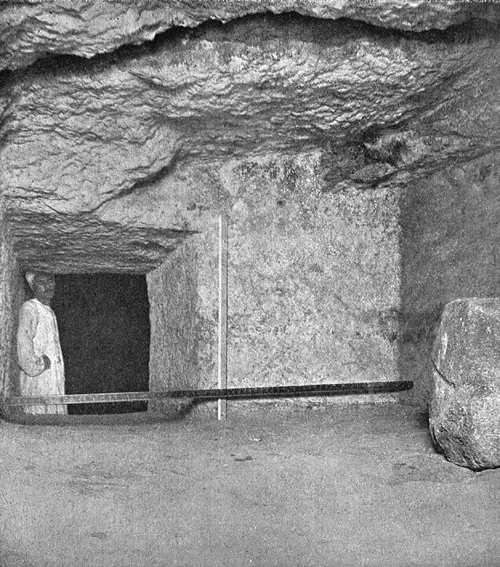
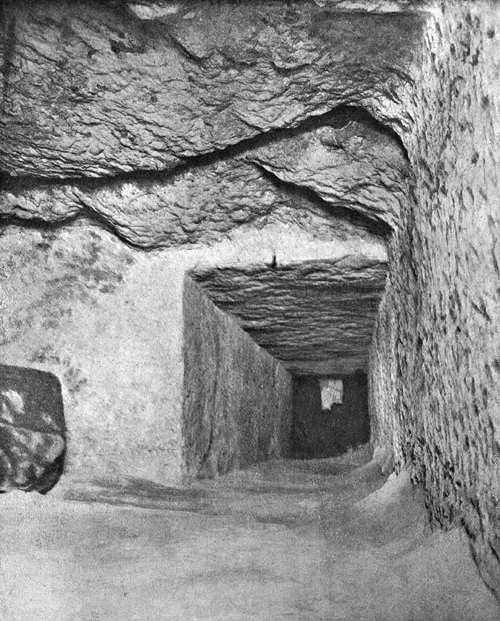

#### Le couloir ascendant, le boyau et la chambre de la reine
La percée d'Al-Mamoun mène directement dans le couloir ascendant. Ce dernier fut aménagé par l'architecte de la grande pyramide dans l'appareillage de pierre existant, en perçant le plafond de la descenderie à 25 mètres de l'entrée. Ce couloir est constitué de pierres placées en lits horizontaux sur plusieurs mètres. Il se prolonge ensuite avec une maçonnerie appareillée jusqu'à son extrémité. Trois blocs ceintures sont placés à intervalles réguliers, dont la destination était très probablement d'accueillir des herses de fermeture. Or, cette option a dû être rejetée pendant la construction, l'architecte ayant opté pour la mise en place de trois blocs bouchons de granite (3), blocs toujours présents aujourd'hui en bas du couloir ascendant.
L'embranchement a la particularité d'offrir un accès à chaque niveau de la pyramide : tout d'abord à la descenderie, par un boyau reliant le bas de la grande galerie (9) à la grotte (12) et creusé à même la maçonnerie par les constructeurs, ensuite à la chambre de la reine (7), par un couloir horizontal (8), et enfin à la chambre du roi (10), en empruntant la grande galerie (9).
Un boyau reliant le bas de la descenderie à la surface au niveau du rocher naturel traversait une grotte naturelle (12) sans aucune forme construite. Il permettait l'évacuation des débris produits par les travaux dans la chambre souterraine. Ce puits fut rendu inopérant dès la pose des premières assises de pierres, mais remis en fonction et accessible depuis l'embranchement quand la construction fut bien entamée.
Le couloir menant à la chambre de la reine (8) est appareillé dans une maçonnerie de belles pierres calcaires. Des particularités figurent sur ses murs, tels que de faux joints et des joints anormalement croisés. Il y eut de nombreuses tentatives d'investigation (forages, mesures micro-gravimétriques) afin de déceler des couloirs secrets, mais celles-ci furent sans succès.
Le « ScanPyramids Big Void » (le grand vide) qui se trouve à environ quarante mètres de la chambre de la reine mesure au moins trente mètres de long et a des caractéristiques similaires aux galeries. Il a été dévoilé le jeudi 2 novembre 2017 après un scan de la pyramide de Khéops dans le cadre du projet Scanpyramids,.
On accède à la « chambre de la reine » (7) (qui, en réalité, n'a jamais été destinée à une reine, mais fut nommée ainsi par les explorateurs arabes). Cette chambre de base carrée, placée dans l'axe est-ouest du monument, possède une couverture en voûte avec des pierres disposées en chevrons. Une niche, protégée par une voûte en encorbellement, fut aménagée dans le mur est de la chambre. Une percée dans cette niche soulève aujourd'hui de nombreuses questions. L'égyptologue Gilles Dormion a remarqué que cette sape s'avère être un boyau maçonné de cinq mètres (donc prévu par les constructeurs) prolongé par une sape de voleur de dix mètres. La fonction de cette niche est toujours inconnue.
Comme la « chambre du roi », cette pièce était munie de deux conduits dits de « ventilation » aménagés dans ses murs nord et sud. Ils étaient masqués par des dalles de fermeture qui furent découvertes au XIXe siècle lors d'explorations approfondies du monument. Ces conduits ont fait l'objet de plusieurs campagnes d'exploration, dont la première effectuée en 1993 a été baptisée le projet Upuaut.

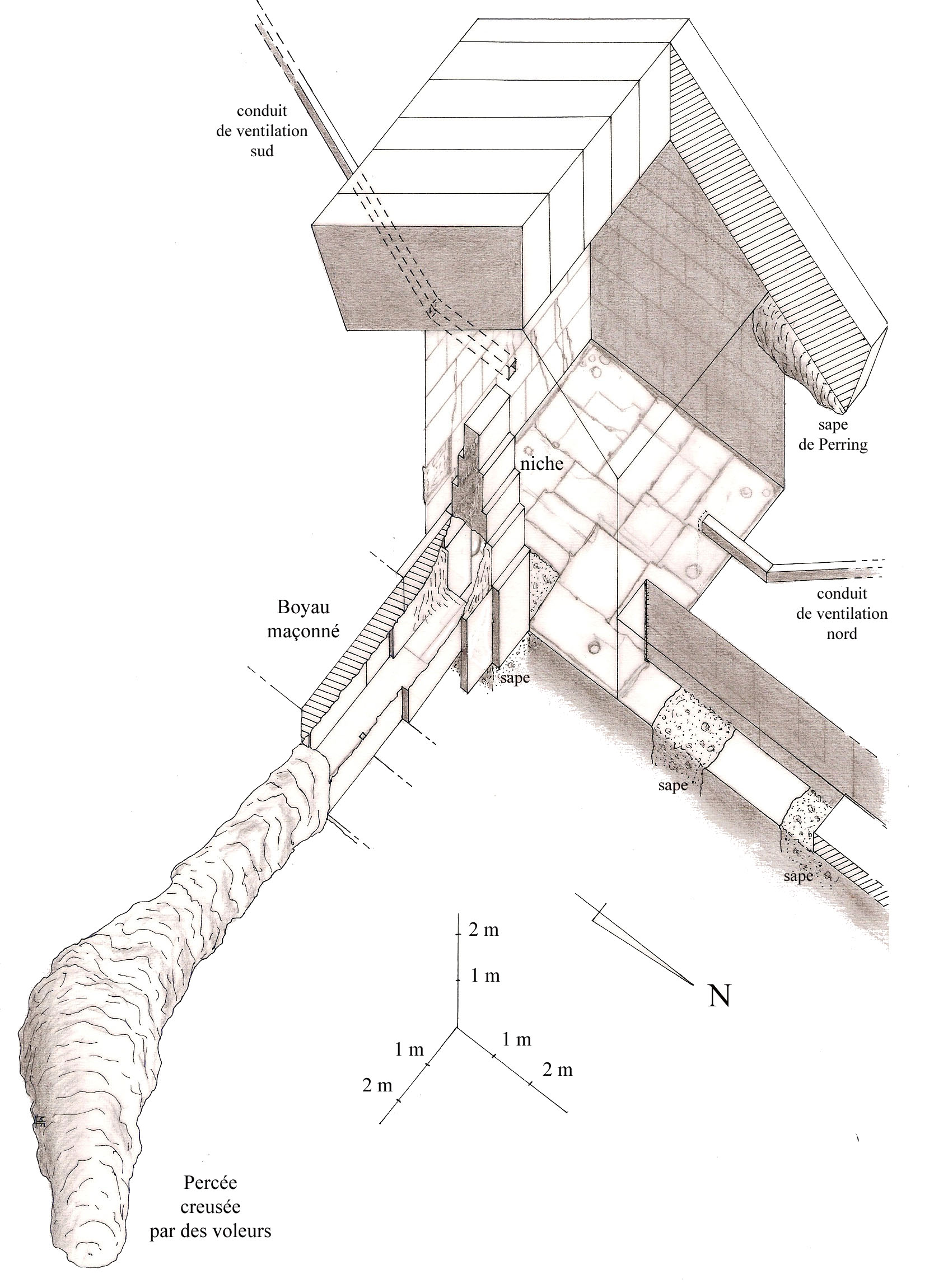
Vue axonométrique de la chambre de la reine (7).
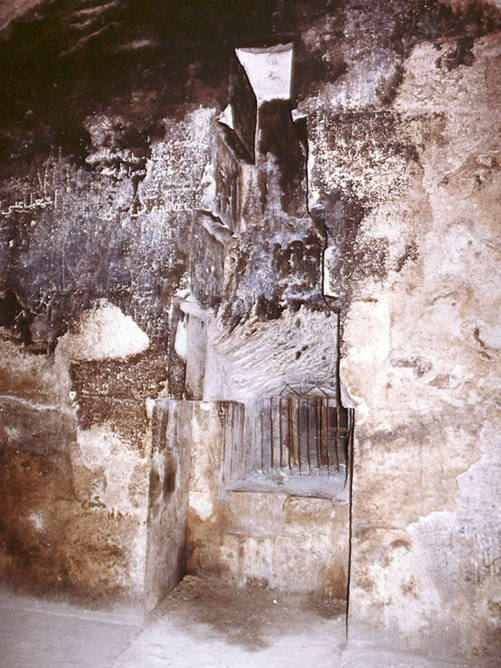
La niche dans le mur est de la chambre de la reine.
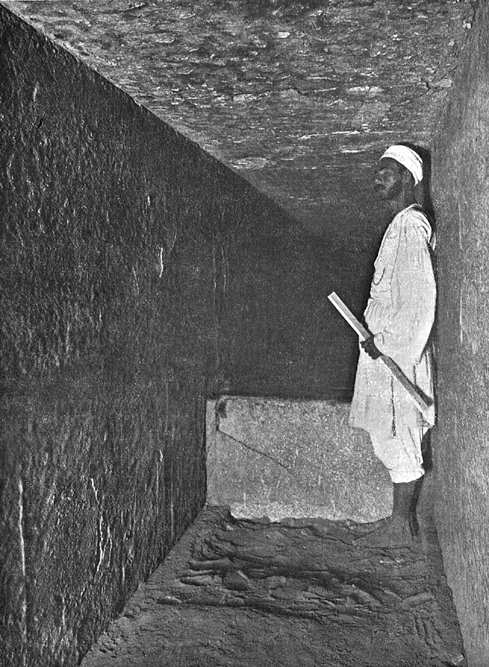
Le couloir à l'entrée de la chambre de la reine (1910).
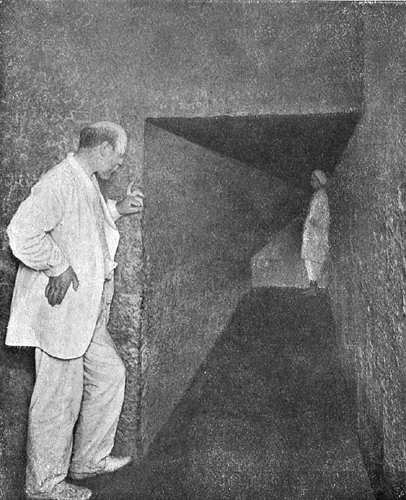
Entrée de la chambre de la reine (1910).
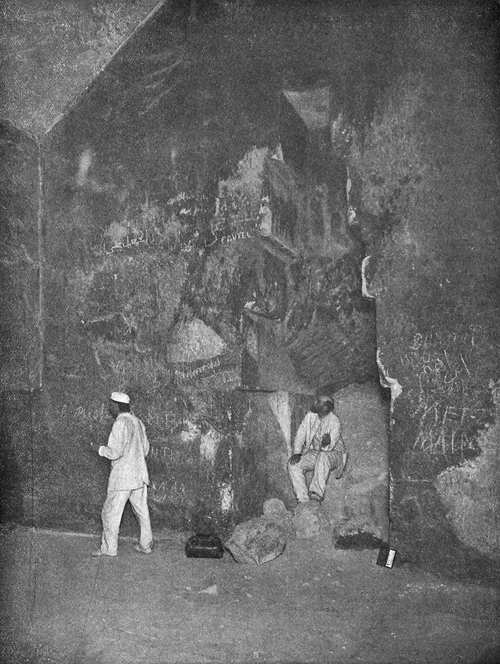
La niche dans la chambre de la reine (1910).
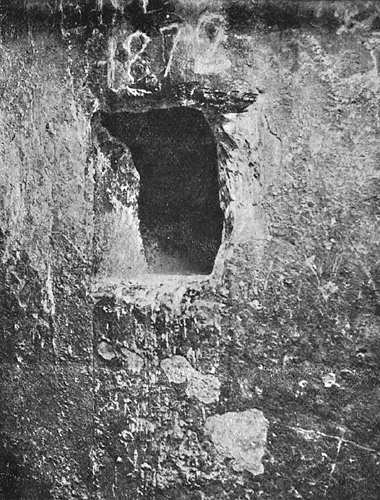
Un canal de ventilation de la chambre de la reine (1910).
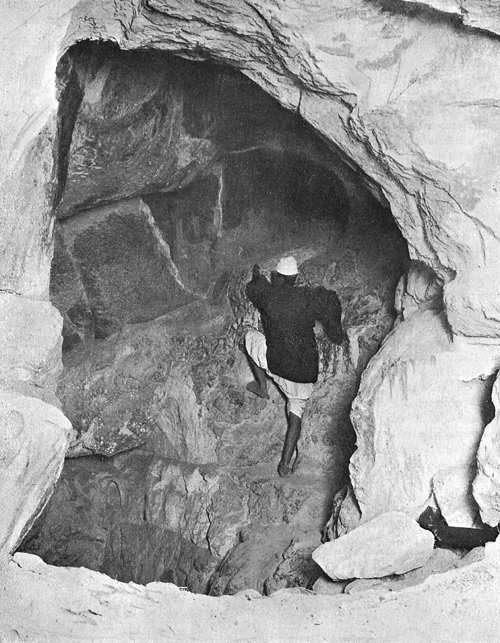
L'accès au couloir ascendant (1910).
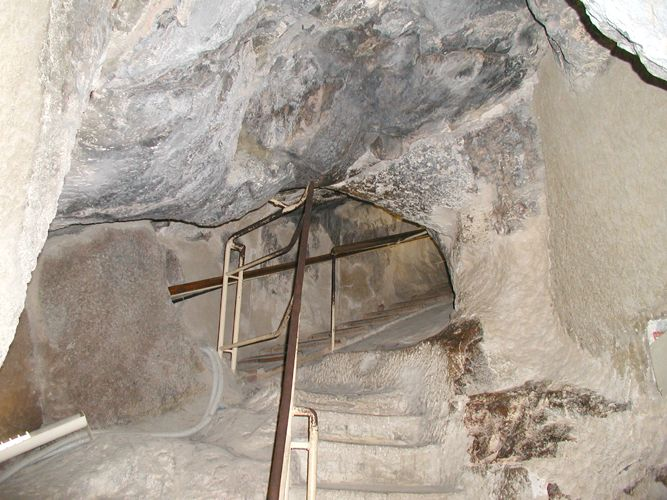
L'accès au couloir ascendant (à gauche, les blocs bouchons).
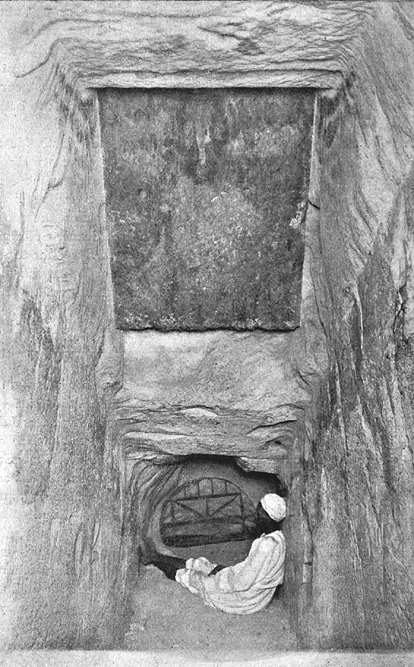
Entrée du couloir ascendant : embranchement par le plafond du couloir descendant montrant la face du premier bouchon de granite (1910).
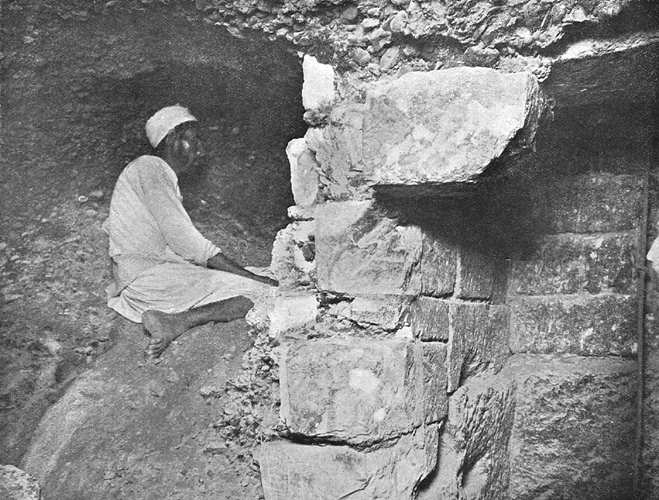
Intérieur de la grotte (1910).
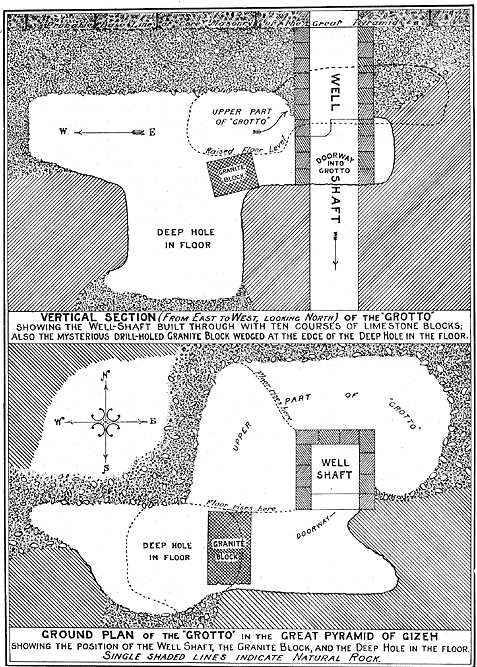
Plan de la grotte (1910).

#### La grande galerie, l'antichambre et la «chambre du roi»
La grande galerie (9) est l'élément architectural le plus impressionnant et le plus élaboré de tout l'Ancien Empire. Longue de 47,80 mètres et haute de 8,60 mètres par rapport à la verticale, elle est inclinée de 26° 10′ 16″. Elle est surmontée d'un plafond plat sans voûte, mais les assises sont des saillies en encorbellement sur quatre faces. La technique est héritée de la pyramide rouge qui a les saillies en encorbellement sur deux faces, et de la pyramide rhomboïdale de Dahchour. Une marche à l'extrémité supérieure de cette galerie donne sur une antichambre (11) qui mène à la chambre du roi (10). Cette antichambre comportait un système de fermeture avec des herses obstruant le passage, mais aujourd'hui disparues.
La chambre du roi est un magnifique ouvrage de granit, de 10,47 mètres sur 5,23 mètres (soit vingt coudées sur dix coudées) et d'une hauteur de 5,84 mètres. Elle est surmontée par une imposante couverture de blocs de granit répartis sur cinq niveaux, le dernier niveau étant surmonté d'une voûte de décharge avec des pierres disposées en chevrons,. C'est dans cet espace que fut trouvée la seule inscription permettant d'attribuer, avec certitude, cette pyramide à Khéops. Le toit de cette couverture s'élève à plus de vingt mètres du sol de la chambre. Une cuve de granit, vide et sans couvercle, est disposée à l'ouest de la salle. Comme dans la « chambre de la reine », deux conduits de ventilation (10) s'élèvent depuis la « chambre du roi » vers les faces nord et sud de la pyramide,. La fonction de ces conduits d'aération fait l'objet de débats : système de ventilation ? Corridor symbolique pour conduire l'âme du roi, incarnation du pharaon en dieu Rê pour le puits nord et en dieu Horus pour le puits sud ?
Au fond de la chambre, à l'ouest, la cuve en granit (haute d'un mètre, longue de 2,30 m et large de 0,89 m) posée sur le sol présente des traces de scie et une brèche à un angle, probablement l'œuvre de pilleurs de tombes qui ont tout emporté alors que le couvercle, jamais découvert, devait être encore en place (les rebords du sarcophage montrent un dispositif d'encastrement qui prouve l'existence de ce couvercle). Il est possible que ce sarcophage ne soit qu'un cénotaphe, un tombeau érigé en mémoire du pharaon mais non destiné à recevoir son corps. A moins que Khéops ne soit mort dans une bataille sans que les prêtres n'aient pu récupérer son cadavre afin de lui rendre les derniers hommages.

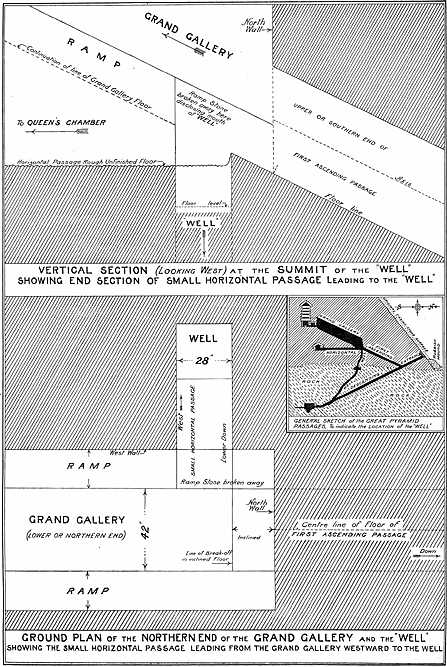
Plan de l'embranchement au bas de la grande galerie (1910).
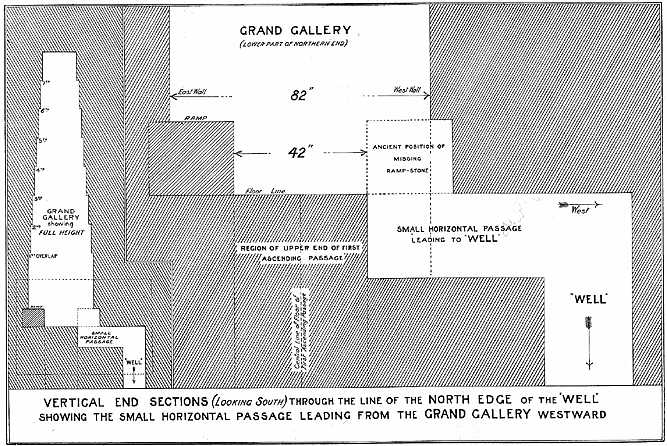
Plan de l'embranchement au bas de la grande galerie (1910).
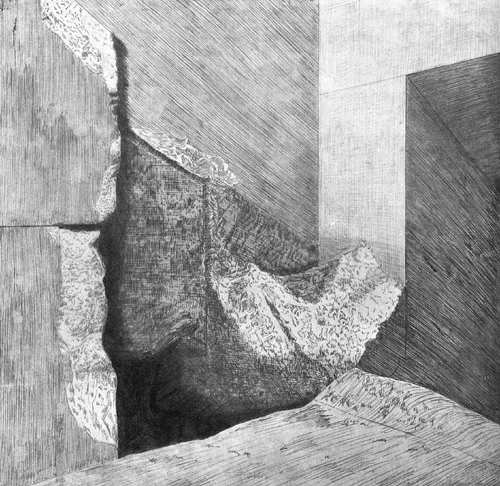
Accès au boyau (1910).
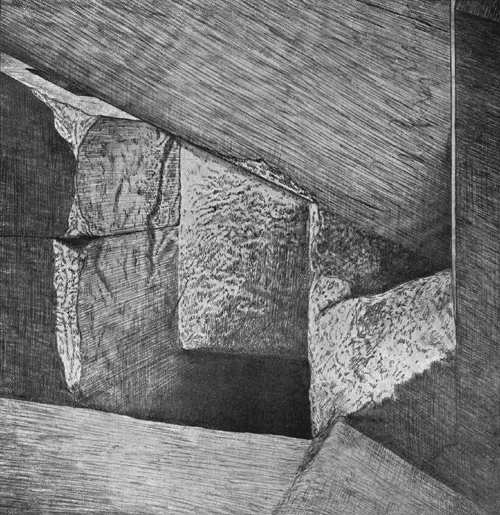
Accès au boyau (1910).
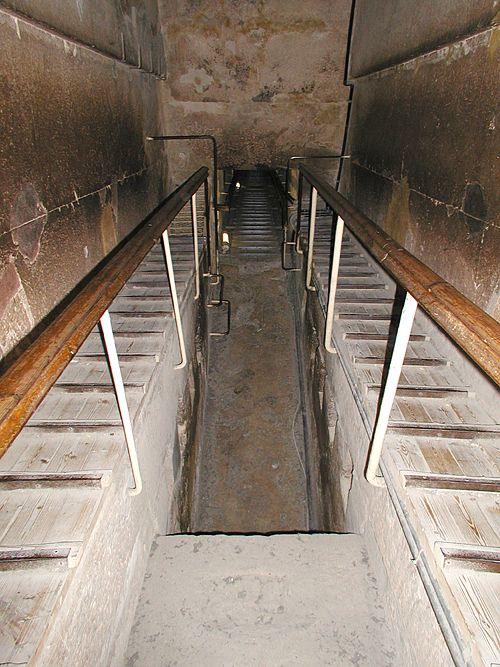
Embranchement, vue de la grande galerie vers le couloir ascendant.
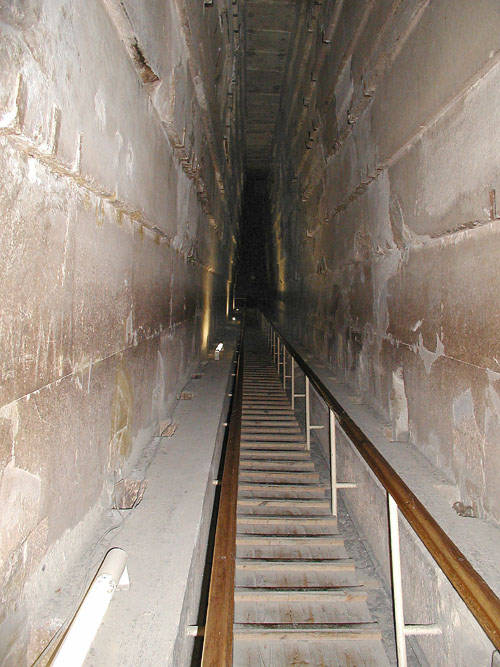
La grande galerie.
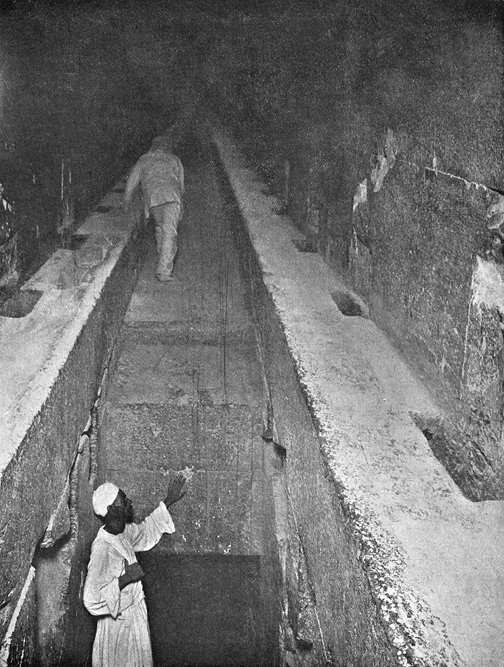
La grande galerie (1910).
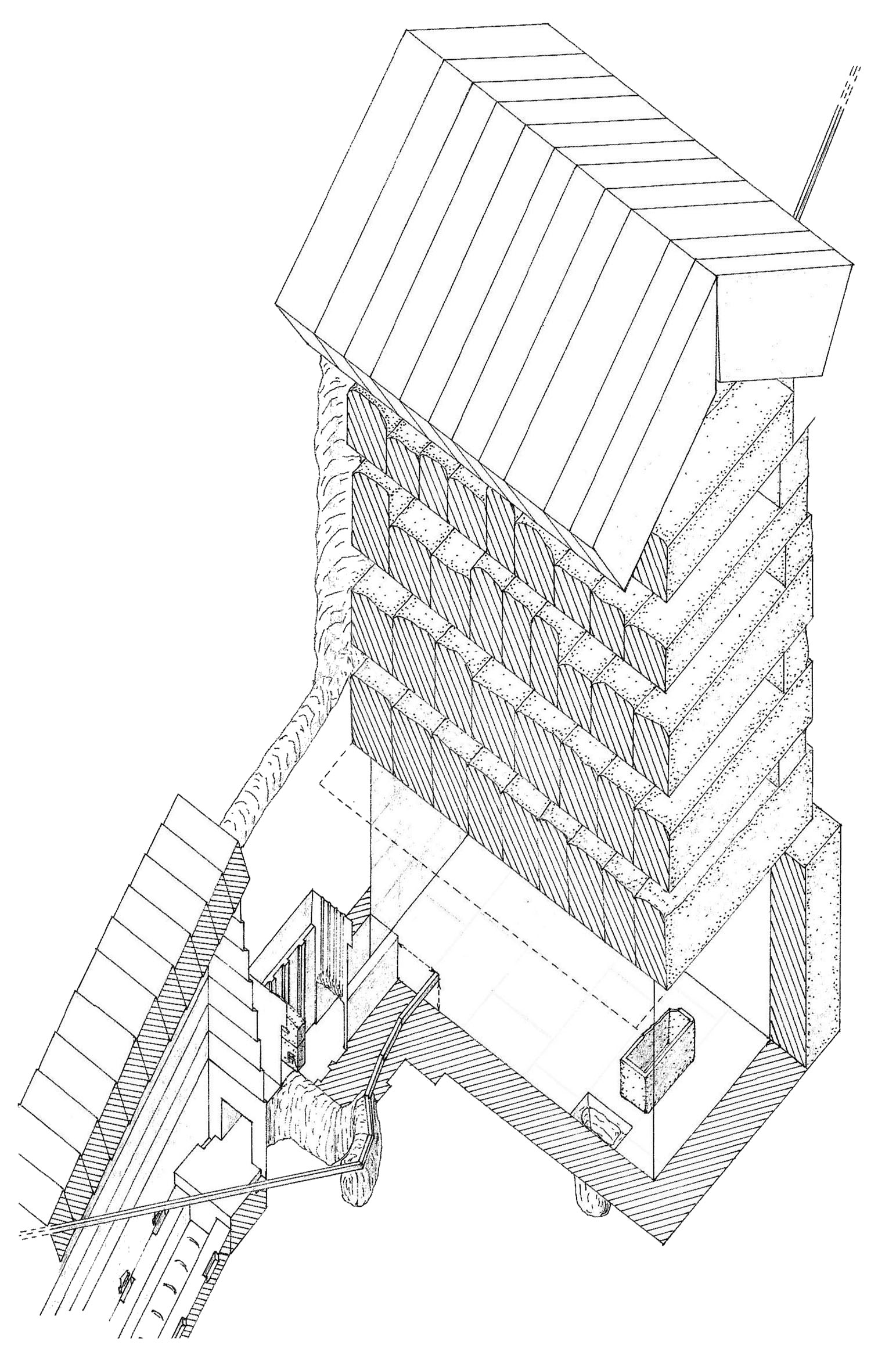
Vue axonométrique de la chambre du roi.
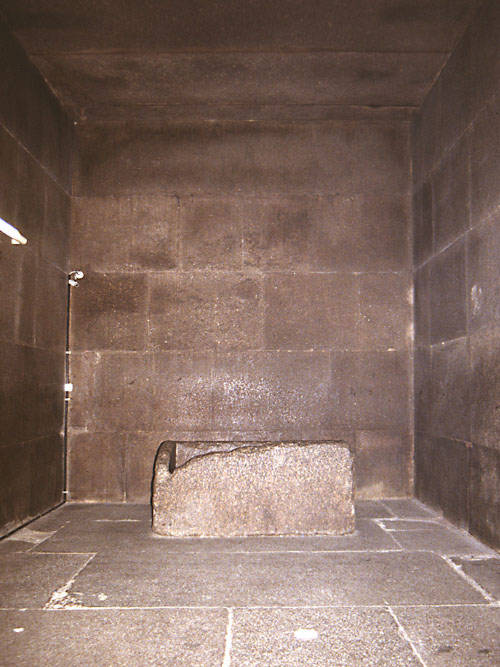
La chambre du roi et le coffre en granit.
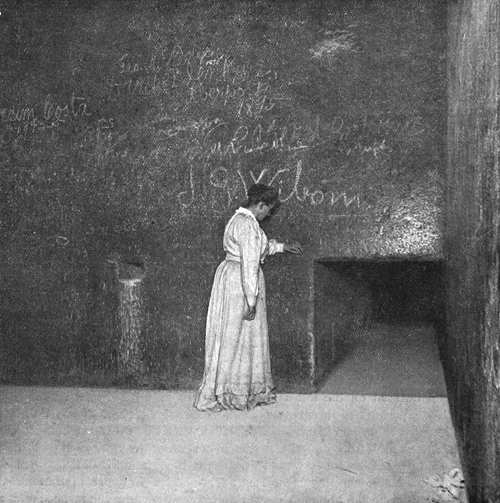
La chambre du roi (1910).
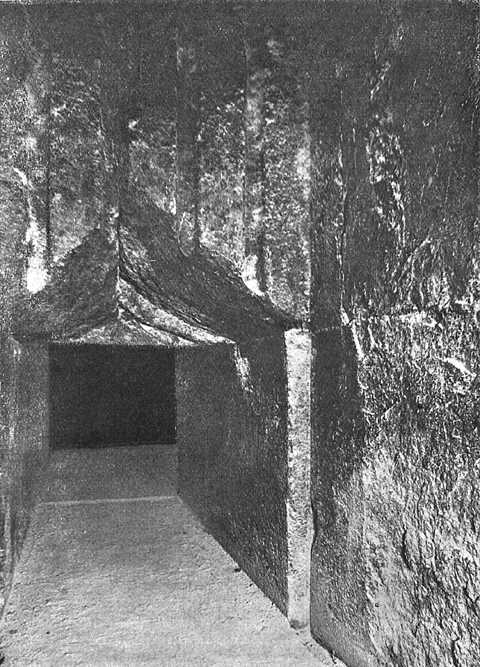
Intérieur de l'antichambre vers la chambre du roi (1910).
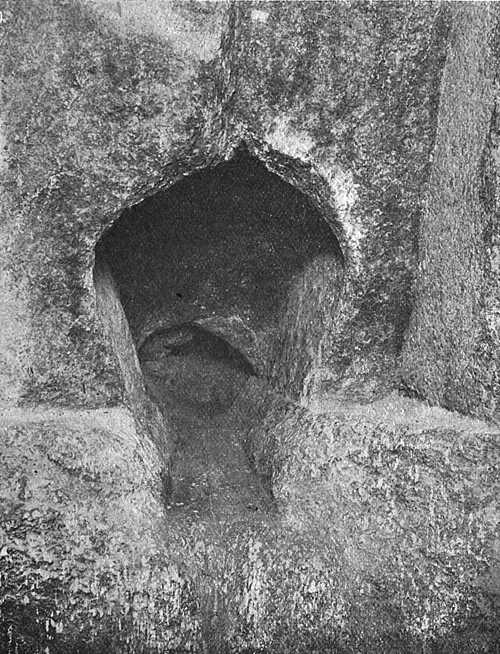
Canal de « ventilation » sud de la chambre du roi (1910).

#### Recherche de chambres inconnues
De nombreux auteurs arabes ont relaté la découverte du corps du pharaon accompagné de son trésor funéraire. Mais les contradictions que l'on relève entre ces différents récits sèment le doute sur la véracité de ces témoignages, souvent réalisés des siècles plus tard. Cette incertitude, ainsi que la réputation d'inviolabilité de la grande pyramide, ont incité de nombreux archéologues et historiens à chercher la véritable chambre funéraire, qu'ils supposent toujours cachée, dans la masse du monument. Cette recherche s'est accentuée ces vingt dernières années, aidée en cela par les nouvelles technologies de mesure et de détection.
Une étude lancée en novembre 2015 a permis d'établir la carte thermique de la pyramide, réalisée dans le cadre de la mission Scanpyramids,. Celle-ci avance l'hypothèse de l'existence d'une niche encore inconnue à une centaine de mètres de hauteur, sur l’arête nord-est.
Le 2 novembre 2017, l'équipe de la mission publie un article dans la revue Nature qui fait état de la découverte d'un nouveau vide au cœur de la pyramide de Khéops. Ceci grâce à la mesure des muons, des particules élémentaires venant de la haute-atmosphère ayant la capacité de traverser la matière mais ralentissant au fur et à mesure. Dans cette technique, des capteurs doivent être placés sous la zone à étudier et il faut ensuite comparer la quantité de muons. Si l'on constate un surplus à un endroit, c'est que les muons ont traversé moins de matière, donc du vide. Cette cavité, baptisée « ScanPyramids Big Void », a une longueur minimale de trente mètres. Son existence a été confirmée par trois techniques de détection de muons, via trois instituts différents : l'université de Nagoya, le laboratoire de recherche sur les particules japonais KEK et le CEA français.
Le 24 février 2023, au nord, une cavité sous chevrons de deux mètres de large et neuf de longueur a été inspectée avec un endoscope. Cet espace ne semble pas, en l’état, connecté au grand vide. Il pourrait être un espace de décharge, d’après l’hypothèse avancée par les autorités égyptiennes,.

### Superstructure

#### Mesures de la pyramide

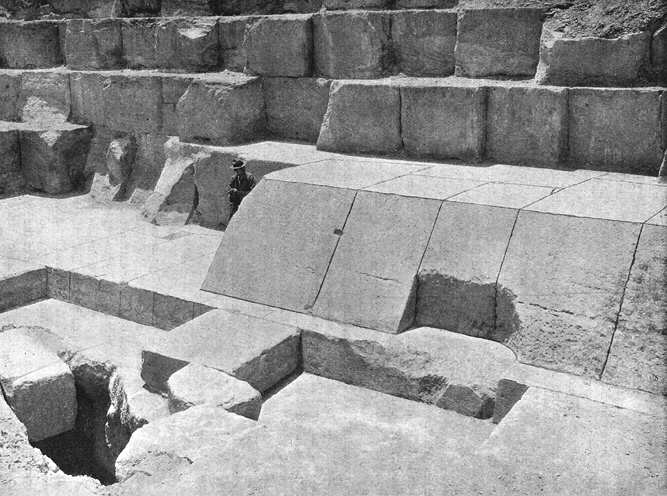
Les blocs de parement de la pyramide de Khéops.

##### Mesures faites pendant l'expédition d'Égypte
Durant l'expédition militaire en Égypte menée par Bonaparte de 1798 à 1801, Edme François Jomard étudia la Grande pyramide. Avec d'autres savants de l'expédition, il fit des mesures de la base au niveau du rocher, de la hauteur revêtue et de la hauteur des triangles composant les quatre faces de la pyramide. À partir des écrits d'Achille Tatius, les savants soupçonnaient que les dimensions de la pyramide étaient en rapport avec une ancienne mesure de la Terre faite par les Égyptiens, mais sans autre preuve. Jomard essaya de retrouver ce rapport et de déterminer les valeurs en mètres des anciennes mesures égyptiennes. Pour ce faire, il n'utilisa pas la hauteur de la pyramide, car cette hauteur n'est qu'une ligne théorique non accessible par la mesure sur site au moyen des instruments dont pouvaient se servir les Égyptiens. Il se servit de la longueur de la base au niveau du socle et de la hauteur des triangles constituant les faces de la pyramide.
- longueur de la base de la pyramide revêtue : 230,902 mètres,
- longueur de la hauteur d'une face du triangle de la pyramide revêtue : 184,722 mètres,
- hauteur de la pyramide revêtue : 144,194 mètres.

Il remarque le rapport entre la base et la hauteur du triangle d'une face : 230,902 / 184,722 = 1,25. Il suppose que ce rapport n'est pas fortuit. Il remarque aussi que la hauteur d'une face du triangle est proche de la longueur d'un stade olympique grec. Partant arbitrairement de l'idée que la détermination a été faite dans une base 60, si on multiplie cette valeur du stade par 600, on obtient : 110 833 mètres, ce qui est à quelques mètres près la valeur du degré en Moyenne Égypte, pour tenir compte de l'aplatissement de la Terre (cela donnerait une circonférence de la Terre de : 110,833 x 360 = 39 900 kilomètres, au lieu de deux fois la longueur d'un méridien, soit 40 008 kilomètres).
Les dimensions de la pyramide données par les écrivains de l'Antiquité sont assez variables. Les longueurs des unités utilisées peuvent être différentes car, si le nom est le même, elles dépendent du pays de référence. Strabon indique que la hauteur de la pyramide est égale à un stade, mais il s'agit de la hauteur de la face triangulaire.
L'unité de mesure utilisée dans la haute Antiquité était la coudée. Sa valeur a varié suivant les pays et les périodes. Elle a fait l'objet de nombreuses discussions entre égyptologues. On ne connaît pas la valeur de la coudée dans l'Ancien Empire. Jomard suppose que la base de la pyramide mesurait quatre cents coudées, donnant une longueur de coudée égale à 0,577 25 m, qu'il appelle pyk belady. Cette valeur est différente de celle couramment admise pour la coudée royale, qui vaut 0,524 m durant le Nouvel Empire. Des études récentes ont montré la variation de la coudée dans le temps et l'espace, rendant inopérant tout débat à partir de cette valeur si l'on ne connaît la valeur de la coudée utilisée pour la construction. Jomard rapporte la longueur de la base donnée par plusieurs auteurs de l'Antiquité : Hérodote donne une longueur de 800 pieds, Diodore de Sicile une longueur de 700 pieds, Pline l'ancien de 883 pieds.

##### Autres études
L'égyptologue William Matthew Flinders Petrie fut le premier, au XIXe siècle, à attirer l'attention sur l'extraordinaire précision obtenue par les anciens Égyptiens. L'erreur obtenue pour un carré parfait est de seulement 20 cm (seulement 4,4 cm selon Mark Lehner).
La hauteur initiale de la pyramide était de 147 mètres. En coudées égyptiennes, on obtient alors :
- Côté : ~440 coudées
- Hauteur : ~280 coudées

Les quatre angles de la base sont :
- nord-est 90° 03′ 02″ ;
- nord-ouest 89° 59′ 58″ ;
- sud-est 89° 56′ 27″ ;
- sud-ouest 90° 00′ 33″.

L'erreur moyenne sur les angles droits de la base est de 0° 03′ 06″. L'erreur moyenne sur l'orientation selon les quatre points cardinaux est aussi de 0° 03′ 06″. La base de la pyramide a été nivelée avec une erreur de quelques centimètres. La base de la pyramide est horizontale à 21 mm près.
En 2017, au moins cinq méthodes expliquant comment un tel alignement avec les points cardinaux a pu être réalisé avec les moyens de l'époque avaient été proposées.

#### Assises et revêtement

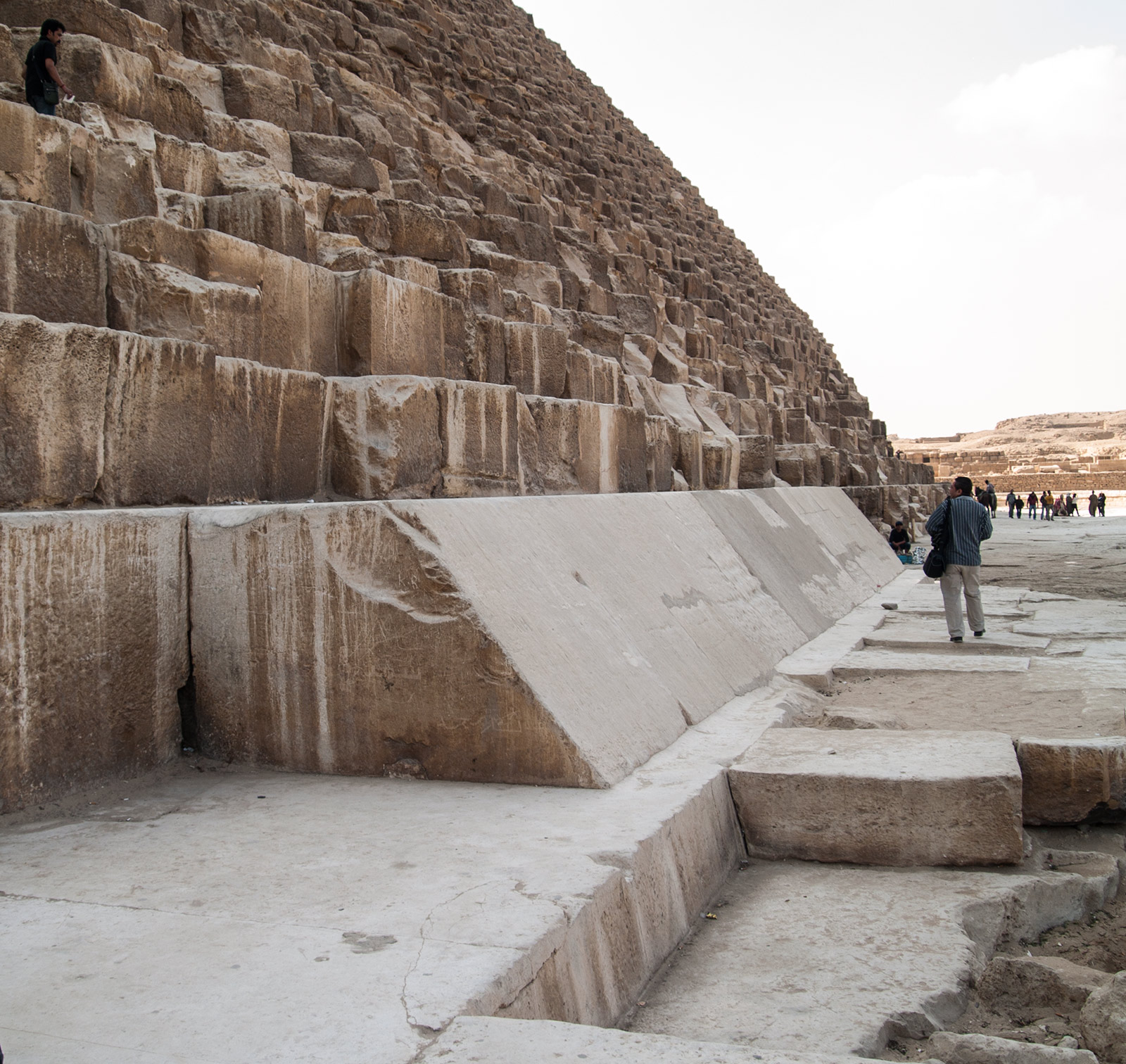
Après l'arasement et le nivellement du plateau rocheux de Gizeh qui présentait à l'origine une déclivité de 6° du nord-ouest au sud-est, les ingénieurs ont fait édifier une plate-forme de fondation (dallage observable sur une bande périphérique large d'une dizaine de mètres autour de la pyramide) sur laquelle reposent les assises horizontales et le revêtement de pierres taillées à face oblique auquel le monument devait son aspect lisse.

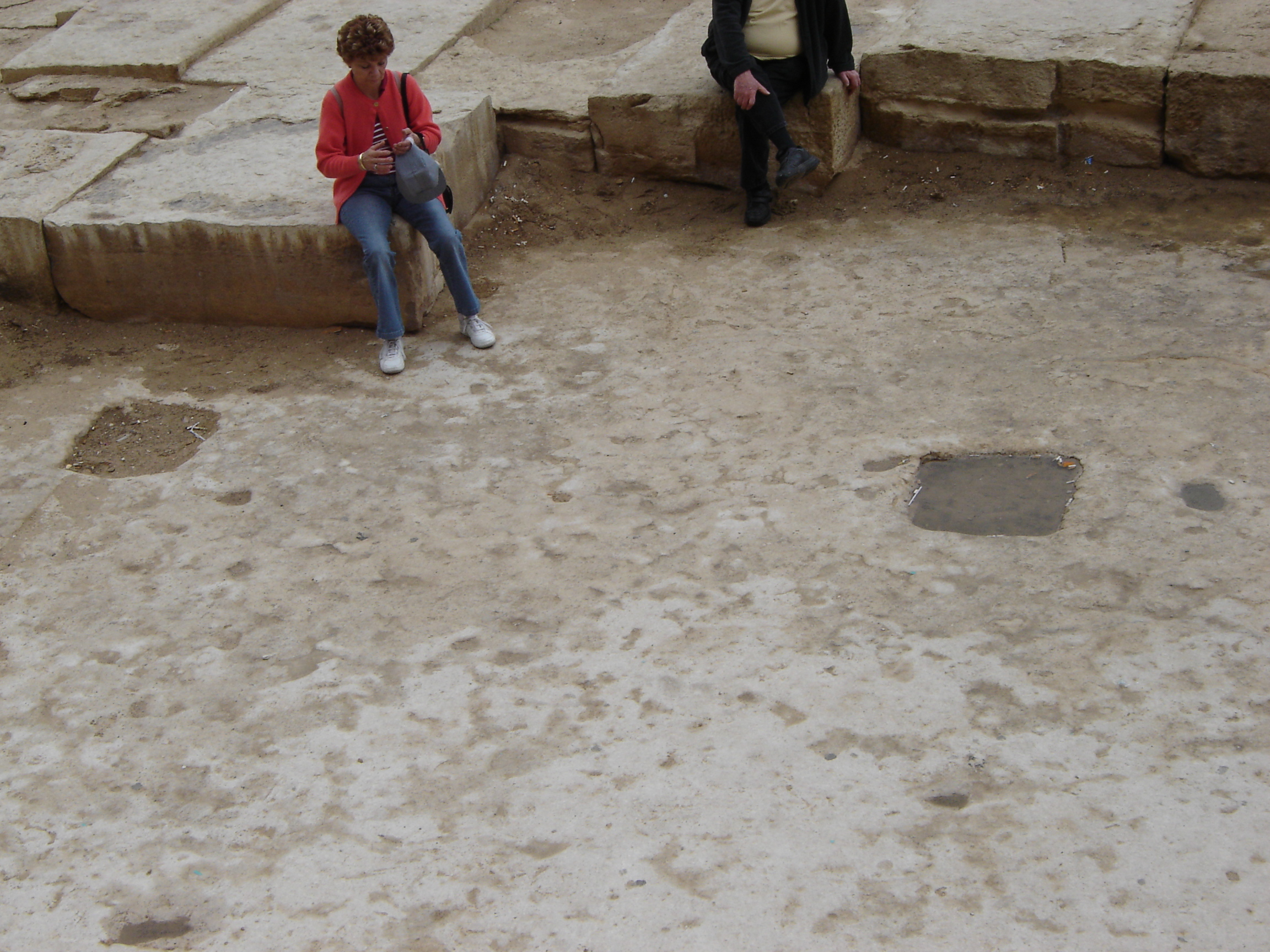
Au pied de la pyramide, des alignements de trous espacés d'environ 4 m. Ils peuvent être interprétés comme des traces résiduelles d'un procédé de nivellement ou d'orientation par des visées réalisées non sur les diagonales (le centre des premières assises de la pyramide n'étant pas appareillé mais constitué de la roche même du plateau de Gizeh) mais sur les côtés de la pyramide.

Il est plus aisé de décrire l'aspect externe de la pyramide que le massif interne dont la conception n'est pas certaine. Le boyau qui relie la grande galerie à la descenderie permet tout de même d'apercevoir la maçonnerie du massif de la pyramide, qui se limite à un libage de blocs de calcaire grossièrement équarris.
Les dimensions des pierres de la grande pyramide varient en fonction de la hauteur à laquelle elles se trouvent. Il semblerait évident de constater que plus on se rapproche du sommet de la pyramide et plus la hauteur des assises diminue. Or, cette règle ne s'applique pas ici. Les assises diminuent de hauteur jusqu'à un certain niveau, puis augmentent en taille jusqu'à diminuer encore, et ainsi de suite. Il existe ainsi dix-huit groupes d'un nombre variable d'assises. L'égyptologue Georges Goyon explique cette particularité par la provenance et la nature des matériaux employés, une carrière de calcaire dont le sous-sol est composé de strates d'épaisseurs variables. La pyramide est aujourd'hui composée de 201 assises, hautes en moyenne de 0,69 mètre, les dernières ayant disparu et le sommet se réduisant à une plate-forme de quelque cent mètres carrés.
La pyramide ne représente pourtant pas un volume entièrement artificiel. Les égyptiens bénéficiaient en effet d'une éminence rocheuse sur laquelle ils édifièrent le corps de la maçonnerie. La limite supérieure de cette éminence est bien visible au niveau de la grotte. Cette particularité pose encore plus le problème de l'extrême précision avec laquelle ils accomplirent le nivellement de la base sur ses quatre côtés.
Le parement, originellement composé de pierres en calcaire fin de Tourah, a presque entièrement disparu. Il n'en subsiste plus que quelques blocs au niveau de la base, qui reposent sur les pierres de la plateforme. Le calcaire fin de Tourah était en effet un matériau de choix, exploité même par les carriers du Moyen Âge, notamment pour construire la mosquée du sultan Hassan entre 1356 et 1362.

À propos de la maçonnerie, Flinders Petrie note que : 
« Plusieurs mesures ont été faites de l'épaisseur des joints entre les pierres de parement. L'épaisseur moyenne pour celles du nord-est est de 0,002 pouce et donc l'erreur moyenne par rapport à la ligne droite et au carré parfait n'est que de 0,01 pouce pour une longueur de 75 pouces sur la hauteur de la face. Bien que les pierres eussent été amenées à 1/50 de pouce l'une de l'autre, autrement dit au contact, l'ouverture moyenne du joint n'était que de 1/100 de pouce. »

#### Encoche et cavité de l'angle nord-est

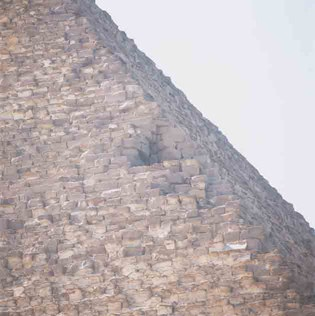
L'encoche sur une des arêtes de la pyramide de Khéops.

Une grande encoche est visible dans l'angle nord-est de la grande pyramide.
En 2008, sous l'impulsion de Jean-Pierre Houdin, l'égyptologue Bob Brier est monté jusqu'à cette plateforme afin de trouver des indices pour valider la théorie de l'architecte français. Brier eut la surprise de découvrir vers l'est une cavité aménagée dans la maçonnerie. Celle-ci était passée totalement inaperçue aux yeux de Georges Goyon et de William Matthew Flinders Petrie, qui avaient méthodiquement scruté cette partie de l'édifice.
Pourtant, il existe deux mentions de cette cavité :
- La première dans Journal of a Route across India and through Egypt to England in 1817-18, narration de voyage écrite par le lieutenant-colonel George Augustus Federick Fitzclarence et publiée en 1819. Ce dernier explora le site en compagnie de Giovanni Battista Belzoni et Henry Salt, et gravit seul les marches de l'immense escalier formé par les assises de la grande pyramide. Voici la description qu'il en fit :

« Aux deux-tiers environ de mon escalade de l'angle nord-est de la pyramide, je trouvai une petite cavité d'environ douze pieds de profondeur et de douze pieds de hauteur, qui semble avoir été formée en ôtant les quelques larges blocs de pierre. »
- La deuxième dans Lettres écrites des bords du Nil, narration de voyage de Paul Chaix, publiée en 1847 dans la Bibliothèque Universelle de Genève :

« [...] Je fus ainsi conduit par l'extrémité orientale de la face nord de la pyramide, jusqu'à une large brèche faite dans l'arête du nord-est, où on me dit qu'étant à la moitié de l'ascension, je devais me reposer et « donner, selon l'usage, une piastre d'Espagne à chaque homme. » »
La présence de cette pièce conforterait la théorie de Jean-Pierre Houdin selon laquelle la pyramide contiendrait une rampe interne ayant servi à la construction de l'édifice.

#### Pyramidion
Il ne subsiste aucune trace du pyramidion qui couronnait jadis le sommet de la grande pyramide. Le pyramidion qui est exposé actuellement près du coin sud-est n'est autre que celui de la petite pyramide satellite. Celui-ci est en calcaire et anépigraphe, à l'instar du pyramidion de la pyramide rouge édifiée par le père de Khéops, Snéfrou. Aucun indice ne permet cependant d'indiquer une quelconque similitude avec le pyramidion disparu.

#### Courbure des faces

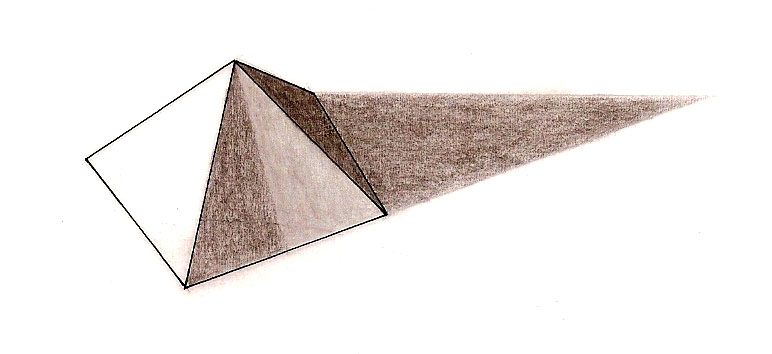
Le creusement des faces de la pyramide de Khéops.

Les quatre faces de la pyramide seraient légèrement mais très précisément incurvées, cette forme géométrique étant très difficile à réaliser sur de telles dimensions. Cette caractéristique a été découverte en 1934 par André Pochan, avec l'hypothèse qu'il marquerait les équinoxes. Cependant, dans son ouvrage L'énigme de la grande pyramide sorti en 1971, il revient sur cette hypothèse, indiquant que le phénomène était visible durant plusieurs mois de l'année. On rencontre ce phénomène également sur d'autres pyramides égyptiennes. L'érosion, un effondrement interne ou un endommagement dû à la chute des pierres de parement, furent souvent invoqués, et souvent contestés.

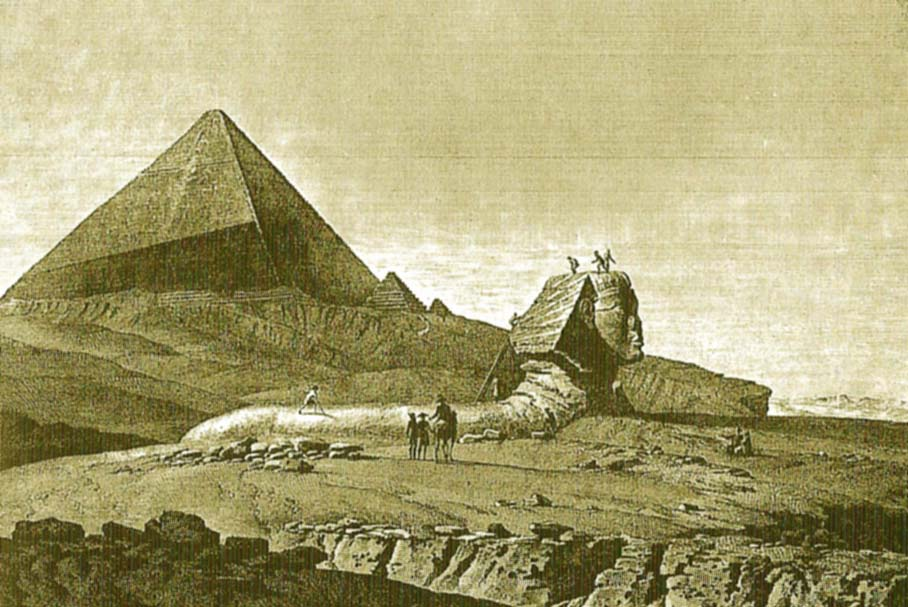
Mise en évidence du phénomène de concavité à la fin du XVIIIe siècle, Description de l'Égypte.

Il est également possible que la méthode de construction en soit l'origine. En effet, Vito Maragioglio et Celeste Rinaldi ont noté qu'à la pyramide de Mykérinos, cette concavité disparaissait au niveau du parement de granite. I.E.S. Edwards attribue cette particularité au fait que les lits de pierre sont légèrement creusés vers le centre de chaque assise, d'où la dépression[source insuffisante]. À l'heure actuelle, aucune explication satisfaisante n'existe sur cette particularité architecturale déjà remarquée au XVIIIe siècle. En effet, l'hypothèse indiquant que cela servirait à marquer les équinoxes est contestée, le phénomène n'étant pas visible uniquement aux équinoxes et cela n'explique pas non plus pourquoi les quatre faces sont creusées alors qu'une seule aurait suffi. L'hypothèse d'un effondrement est également contestée : s'il y avait eu un effondrement, l'intérieur en aurait été touché, ce qui n'est pas le cas. Les ingénieurs s'accordent d'ailleurs à dire qu'il est impossible que les quatre faces se soient effondrées simultanément vers le centre[réf. nécessaire].

### Considérations mathématiques et astronomiques

Proportions de la grande pyramide.

Lorsqu'on étudie la géométrie de la grande pyramide, il est difficile de faire la distinction entre les intentions des constructeurs et les propriétés qui découlent des proportions de l'édifice. On mentionne souvent le nombre d'or et le nombre pi inscrits dans les proportions de la pyramide : les Égyptiens ont en effet choisi pour les faces une pente de 14/11 (la hauteur étant de 280 coudées et la base de 2 × 220 coudées, la pente est égale à 280/220 = 14/11). Cette valeur fut appliquée pour la première fois à la pyramide de Meïdoum, mais ne constitue pas une règle chez les constructeurs de l'Ancien Empire, puisque certaines pyramides ont une pente de 6/5 (pyramide rouge), 4/3 (pyramide de Khéphren) ou encore 7/5 (pyramide rhomboïdale).
- Concernant le nombre d'or, la proportion de 14/11 entraîne un rapport longueur arête/demi-base égal à {\displaystyle {\frac {\sqrt {14^{2}+11^{2}}}{11}}\simeq 1,61859}, proche de {\displaystyle \varphi ={\frac {1+{\sqrt {5}}}{2}}\simeq 1,61803}[52].
- La valeur du nombre {\displaystyle \pi \simeq 3,14159} serait donnée par le rapport (demi-périmètre de la base)/hauteur. On obtient ainsi la valeur approchée {\displaystyle {\frac {4\times 11}{14}}={\frac {22}{7}}\simeq 3,14285\simeq \pi }[52].

Géométrie des conduits de ventilation.

Ces deux résultats découlent donc de l'utilisation d'une pente de 14/11. S'il faut y voir une volonté délibérée de les inscrire dans la construction, le mérite en reviendrait à l'architecte qui utilisa pour la première fois cette pente à la pyramide de Meïdoum, achevée sous le règne de Snéfrou, Meïdoum servant de modèle à Khéops reproduite par homothétie.
De nombreuses théories ont visé à faire de la pyramide un observatoire astronomique. Ainsi le couloir descendant aurait pointé vers l'étoile polaire de l'époque, Alpha Draconis. Les couloirs de ventilation côté sud auraient pointé pour l'un vers l'étoile Sirius, et pour l'autre vers l'étoile Alnitak. Cependant, ici encore et comme pour la plupart des pyramides d'Égypte, les couloirs d'accès avaient des pentes simples et faciles à mettre en œuvre. Ils étaient inclinés avec un angle compris entre 26° et 26° 30′, soit d'une pente de 1/2.
Une propriété géométrique semble pourtant avoir été voulue par l'architecte de la grande pyramide. Les conduits de ventilation de la chambre de la reine atteindraient tous les deux le même niveau de la pyramide. Ce fait est vérifié pour les conduits de la chambre du roi.

### La maquette supposée

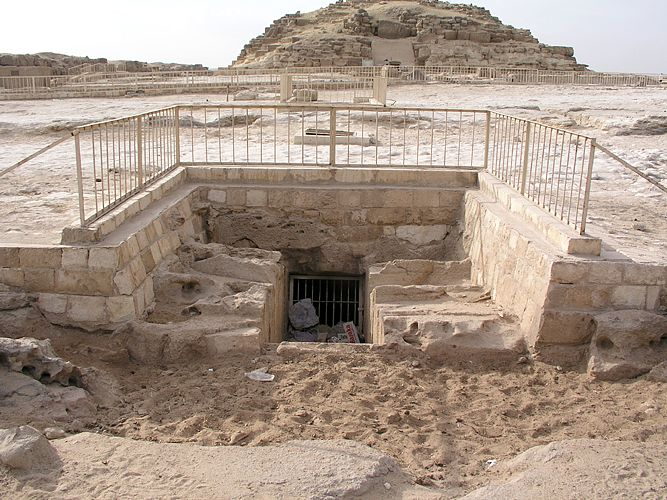
Entrée de la maquette supposée.

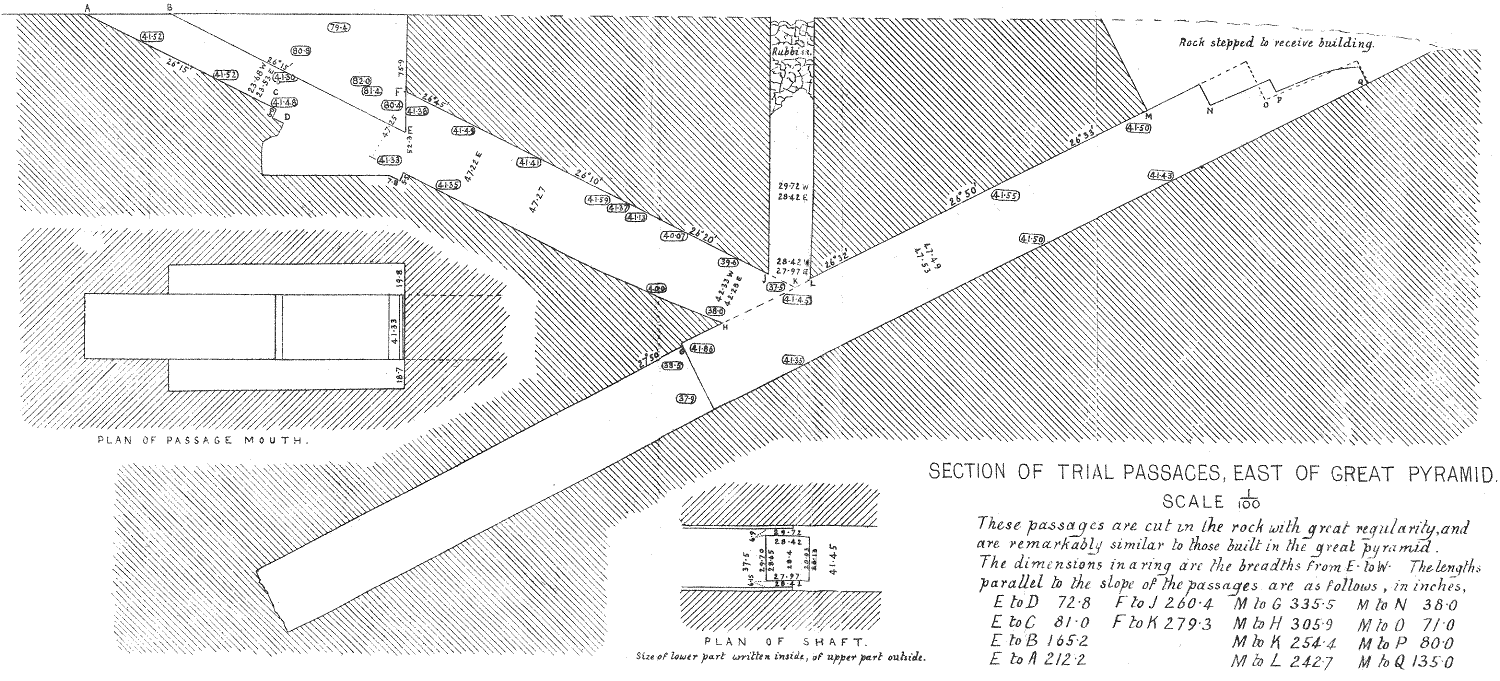
Plan de la maquette.

Des souterrains sont assimilés à une ébauche (à échelle réduite) de la descenderie et du couloir ascendant de la grande pyramide. Ils se trouvent à l'angle nord-est de la grande pyramide,.
Nous reconnaissons dans ces vestiges la descenderie, un passage long de 21 mètres suivant une pente de 26° 32′ et dont la section est de 1,05 mètre sur 1,20. À 11 mètres de l'entrée, un passage associé au couloir ascendant prend naissance dans le plafond de la descenderie et rejoint le bas de la grande galerie qui est ébauchée jusqu'au niveau du sol. La section du couloir ascendant est plus large que celle de la descenderie afin d'accueillir des blocs bouchons. Un puits vertical de section carrée de 0,727 m, sans équivalent dans la grande pyramide, a été aménagé afin de relier l'extérieur au premier embranchement.
L'une des principales différences entre l'agencement interne de la grande pyramide et de cette infrastructure est, outre celle des proportions, la disposition souterraine dans la maquette d'éléments figurant dans le corps de la maçonnerie de la grande pyramide. De plus, la descenderie n'a pas été creusée sur sa totalité et la chambre souterraine est absente.
Bien qu'elle ne soit accompagnée d'aucune superstructure, l'égyptologue Mark Lehner y voit une sépulture inachevée. Malgré les similitudes de plan entre la pyramide et cette structure, le débat n'est toujours pas tranché.

## Construction
La construction de la « grande pyramide » aurait débuté entre -2600 et -2550 suivant les sources, au début de la IVe dynastie, et aurait duré environ une vingtaine d'années selon l'historien antique Manéthon. L'année de début et la durée de construction de la pyramide sont des estimations généralement validées par les égyptologues, parce qu'elles correspondent aux vingt-trois à vingt-cinq années, suivant les sources, du règne du pharaon Khéops. Ces estimations ne sont malheureusement attestées par aucun écrit contemporain, mais déduites logiquement par la destination de la pyramide comme étant le tombeau de ce pharaon.
En se fondant sur les données traditionnellement admises (une pyramide constituée de 2,3 millions de blocs de pierre, une durée de chantier de vingt-trois ans), on estime que 340 blocs étaient posés chaque jour, soit pour une durée de travail de dix heures par jour, un bloc placé toutes les deux minutes. Cela aurait mobilisé une main-d'œuvre de plus de 10 000 ouvriers (le nombre prodigieux de 100 000 hommes, ne travaillant que trois mois dans l'année pendant la saison des crues, a été proposé par Hérodote). Les graffitis découverts dans la chambre supérieure de décharge révèlent que le chantier des pyramides de Gizeh était organisé militairement en équipes de 2 000 ouvriers, chacune de ces équipes étant scindée en deux groupes de 1 000 hommes (ceux œuvrant sur la grande pyramide s'appelant « les amis de Khéops »), eux-mêmes divisés en cinq phyles (terme grec désignant une « tribu »), unités de 200 ouvriers à leurs tours séparés en dix équipes de vingt travailleurs regroupés selon leurs compétences.
De très nombreuses hypothèses ont été proposées pour expliquer la construction de la grande pyramide. Concernant la forme des rampes de construction, aucune ne s'avère définitivement convaincante.
Plusieurs campagnes de fouilles, dirigées par l'égyptologue américain Mark Lehner entre 1988 et 2003, ont permis de retrouver la configuration probable du site de la pyramide au moment de sa construction. On a ainsi pu retrouver le village des ouvriers du chantier, les carrières qui ont fourni l'essentiel du calcaire de la pyramide et le port.
En 2013, la mission archéologique franco-égyptienne (Institut français d'archéologie orientale (IFAO)) a mis au jour d’anciens papyrus, datant probablement de l’époque de Khéops (-2589/-2566). Ils ont été découverts dans le port de Ouadi el-Jarf, sur la mer Rouge, qui approvisionnait les chantiers des pharaons de l'Ancien Empire. Ces documents essentiellement comptables consignaient les événements comme prescrits par l’administration. Des livraisons de pierres à destination de la pyramide de Khéops y sont clairement évoquées. Ainsi, le journal de bord du fonctionnaire Merer décrit quotidiennement son activité : « L'inspecteur Merer a passé la journée avec son homme à charger des pierres dans les carrières de Tourah (…) Je suis allé livrer des pierres à la pyramide de Khéops »,.

## Historique de son exploration

### Dans l'Antiquité

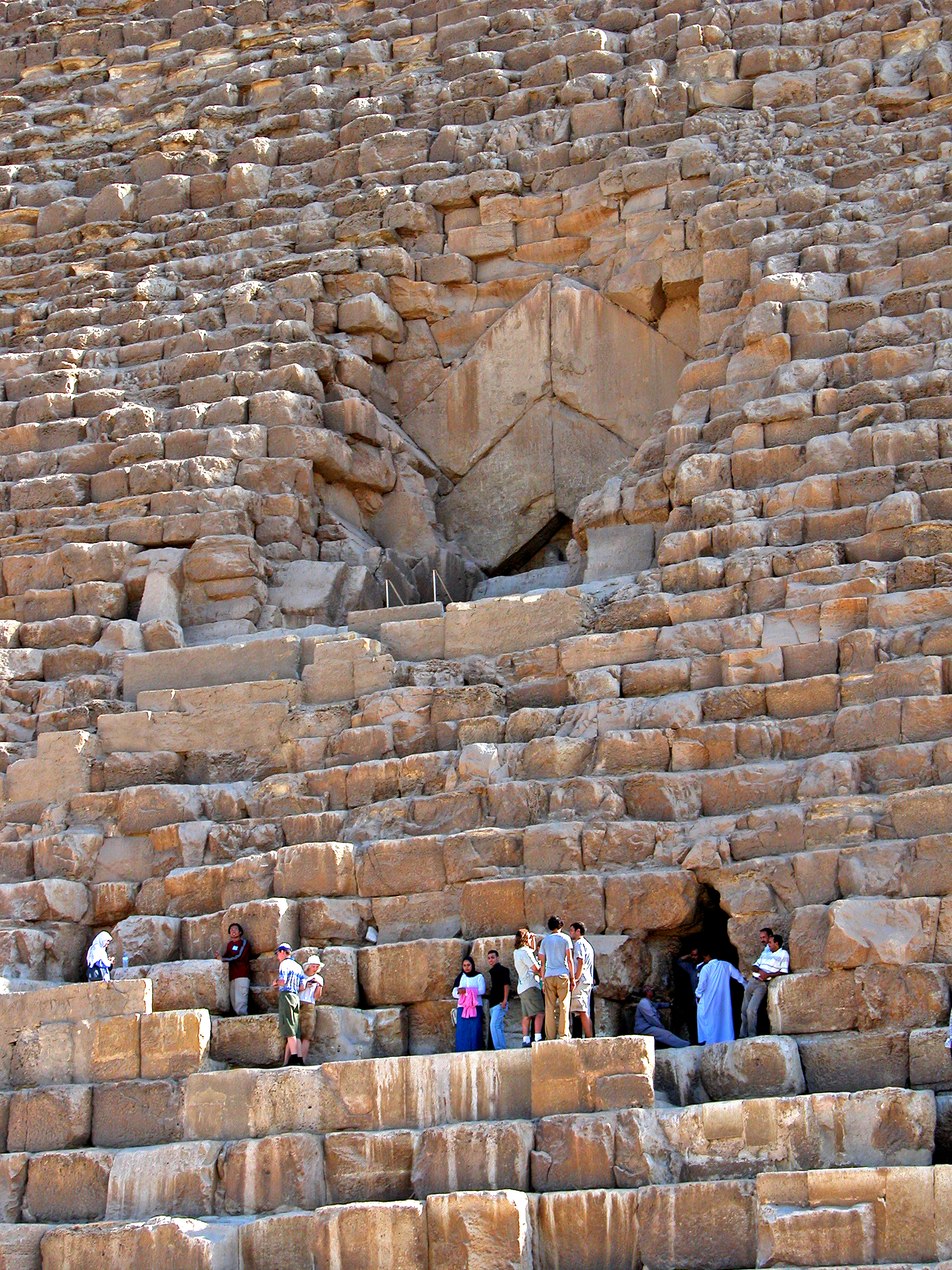
Les touristes empruntent aujourd'hui non pas l'entrée principale (entrée d'origine, à 17 m au-dessus du sol) mais l'entrée secondaire à 7 m au-dessus du sol et la percée attribuée à Al-Mamoun.

Les premiers historiens et voyageurs à nous relater leurs explorations sont des auteurs grecs et latins : Hérodote, Diodore de Sicile, Strabon, Pline l'Ancien. Leurs descriptions sont plus centrées sur l'aspect historique et légendaire qui entoure le monument que sur la structure même de l'édifice. Seul Strabon, dans sa Géographie, cite une porte levante à l'entrée de la pyramide, permettant d'accéder à la descenderie (ou syringe) ; mais il ne dit rien de la distribution interne. Pline l'Ancien cite aussi d'autres historiens ayant écrit sur cette pyramide : Évhémère, Dura de Samos, Aristagoras (en), Dionysius, Artémidore, Alexandre Polyhistor, Butorides, Antisthènes, Demétrius, Demotélès et Apion.
Hérodote visita le site et affirme avoir recouru aux services d'un interprète, qui lui traduisait sûrement les informations issues de personnes rencontrées sur place. Il présente la manière dont la pyramide a été construite et la décrit comme faite de pierres polies, parfaitement bien jointes ensemble et ornées de figures d'animaux. Il fait état d'inscriptions « en caractères égyptiens » sur les faces de la pyramide, détaillant ce qu'elle avait coûté en raifort, oignons et ail pour les ouvriers (cette surprenante indication est reprise par Diodore). Se fondant sur les dires de prêtres, il prétend que le pharaon, ayant trop dépensé pour la construction, eut l'infamie de prostituer sa fille dans un lieu de débauche, lui ordonnant de tirer de ses amants l'argent nécessaire. Elle en profita pour les prier de lui donner chacun une pierre pour qu'elle puisse bâtir sa propre pyramide, à côté de celle de son père. Hérodote estime à vingt ans le temps de construction de la grande pyramide et dix ans de la chaussée utilisée pour traîner les pierres servant à l'édifice. Enfin, il évoque brièvement les édifices souterrains ordonnés par Khéops pour lui servir de sépulture, où se trouve une île entourée par les eaux du Nil, introduites par un canal construit dans cet objectif. Les égyptologues et architectes qui ont tenté d'expliquer la construction du bâtiment se sont référés à cet historien. Cependant, là où il affirme que le règne de Khéops a duré cinquante ans, le papyrus de Turin parle de vingt-trois ans. De plus, il confond la chaussée ascendante reliant le temple bas de la pyramide au temple haut avec une rampe qui aurait acheminé les blocs vers le sommet du plateau. Aussi, il présente la construction de la pyramide en deux phases. Elle commence par une succession de degrés, qui sont appelés par certains « crossai » ou « bromides ». Ensuite, le reste des pierres sont élevées grâce à des machines faites de morceaux de bois courts. Cette description implique une construction d'abord sous forme de pyramide à degrés, comme cela fut confirmé pour des pyramides de moindre taille comme celle de Mykérinos. Dans ce cas, des rampes latérales longeant les quatre côtés de l'ouvrage permettait d'y apporter les blocs au fil de l'élévation, degré après degré. Puis, il fallait acheminer les blocs transformant l'édifice en pyramide à faces lisses, phase plus complexe à restituer actuellement. C'est pourquoi Hérodote fournit plusieurs hypothèses concernant l'élévation de ces blocs par des machines de bois, qu'il avait apprises par ouï-dire. Soit une pierre était d'abord élevée du sol par une machine vers la première assise. De là, une machine située sur ladite assise l'élevait sur l'assise suivante et ainsi de suite. Soit une seule machine était utilisée, facile à transporter, qui était installée successivement sur chacune des assises, après que chaque fois la pierre en avait été déplacée. Toujours selon lui, l'étape suivante consistait à revêtir et perfectionner le liant du bâtiment, du haut vers le bas, en finissant par les parties proches du sol. On peut imaginer que les ouvriers prenaient place sur les bossages de la surface, pour lisser assise après assise, travail périlleux. Ces bossages sont partiellement conservés près de l'entrée de la pyramide de Mykérinos, confirmant les informations d'Hérodote,,.
Quatre siècles après, Diodore de Sicile, auquel se réfèrent aussi les égyptologues et les architectes, présente à son tour la manière dont la pyramide de Khéops (qu'il appelle « Chembès ») a été construite. Comme Hérodote, il affirme que le pharaon a régné cinquante ans et que la construction de sa pyramide a nécessité vingt ans. Après avoir fourni les dimensions du monument, il donne plusieurs hypothèses de sa datation (entre mille et quatre mille ans), puis estime le nombre d'employés à sa construction à trois cent soixante mille. Il décrit la pyramide comme faite de pierres venant, dit-on, d'Arabie, dures et difficiles à tailler, mais durant éternellement. Expliquant comment elle fut construite, il dit que ces pierres ont été disposées grâce à des levées de terre, puisqu'on n'avait pas encore inventé de machines à l'époque. Étonné qu'il ne reste aucun vestige de terrasses, ni de trace de taille de pierres, il relaye des explications données par certains Égyptiens. D'après eux, ces terrasses étaient formées de sel et de nitre ; elles ont ensuite été dissoutes, après avoir été atteintes par les eaux du Nil. Mais Diodore juge plus probable que lesdites terrasses furent détruites par ceux qui les avaient élevées. Considérant que son témoignage sur le mode de construction contredisait celui d'Hérodote, nombre de chercheurs modernes privilégièrent l'usage de rampes frontales ou hélicoïdales construites en terre, s'élevant et s'élargissant parallèlement à l'élévation du monument.

### Du Moyen Âge auXVIIesiècle
Les monuments de l'Égypte antique tels que les pyramides fascinent également les Arabes et suscitent chez eux beaucoup d'interrogations, comme en témoignent des vers d'Umara ibn Abi al-Hasan al-Yamani (en), cités par Ahmad al-Maqrîzî :
« Ô mes deux amis, il n'y a sous le ciel aucun monument dont la perfection égale les deux pyramides du Caire ! Le temps craint ces monuments, alors que toute chose sur la surface de la terre craint le temps. Mon regard se réjouit de la merveille de leur construction, mais ma pensée reste confuse quant à savoir ce qu'est leur signification., »
— Umara ibn Abi al-Hasan al-Yamani, traduit par Daniel De Smet
Dès l'époque fatimide, les chroniques témoignent que les souverains organisaient des fêtes somptueuses près des pyramides, où des feux étaient allumés sur leur sommet. S'y organisaient des compétitions sportives comme des courses hippiques et des concours d'escalade de la pyramide de Khéops. Les courageux pouvaient même visiter l'intérieur du monument grâce à des torches prévues à cet effet. Des récits plus ou moins fantastiques relatent ces explorations, mettant généralement l'accent sur l'omniprésence de chauve-souris « aussi grandes que des colombes », les couloirs sombres et glissants, ainsi que la chambre funéraire couverte d'inscriptions étranges, remplie d'idoles terrifiantes et de cadavres desséchés. Enfin, ils évoquent d'autres corridors inaccessibles, menant on ne sait où.
Ces monuments magiques, susceptibles d'épouvanter, étaient devenus le symbole de l'Égypte musulmane. Beaucoup de légendes circulaient concernant leur âge, leur constructeur ou leur signification. Une d'entre elles prétend que les pyramides de Gizeh sont l'œuvre de Surid Ibn Salhouk, roi égyptien que des chercheurs modernes ont tenté d'identifier avec Khéops. L'histoire de Surid ressemble à cette autre légende arabe, attribuant cette fois la construction des pyramides à Hermès Trismégiste, dit « le trois fois grand » en sa qualité de prophète, de roi et de sage. Aussi, une croyance très répandue dans l'Égypte médiévale prétend que les prêtres et rois égyptiens étaient des magiciens et des alchimistes, ayant maîtrisé la fabrication de l'or. Ils auraient alors accumulé de prodigieuses richesses, qu'ils auraient enterré à l'intérieur des monuments pharaoniques. Ces trésors suscitaient la convoitise, comme l'attestent ces très nombreux récits de chasse aux trésors. Ainsi, des tombes ont été ouvertes et des temples fouillés. Cette quête conduira même à des tentatives de raser les pyramides, afin de rechercher ces trésors. Mais ces tentatives étaient vaines, virant parfois au désastre, alimentant encore la crainte révérencielle pour les vestiges pharaoniques.

C'est ce que montre cette légende, rapporté par des auteurs arabes. Ils relatent l'expédition du calife Al-Mamoun visant à détruire la grande pyramide, en l'an 820 ou 832 selon les sources. Al-Mamoun, féru de sciences, y aurait cherché des trésors et des objets magiques. Mais ses conseillers lui auraient fait comprendre que cette entreprise était irréalisable, aussi il se contenta de pratiquer une brèche pour pénétrer à l'intérieur. Cette histoire est narrée par un conte des Mille et Une Nuits, présent, entre autres, dans l'édition de Richard Francis Burton (publiée en 1885), sous le titre The Caliph al-Maamun and the Pyramids of Egypt, ainsi que dans l'édition de Jamel Eddine Bencheikh et André Miquel (parue en 2005), sous le titre Conte d'al-Ma'mûn et des Pyramides. Les hommes du calife auraient exploité l'entrée et le tunnel des voleurs, une brèche effectuée dès l'Antiquité dans la face nord par des pilleurs de tombes. Alors que leurs outils cassaient rapidement lors de l'élargissement de ce tunnel, les ouvriers d'Al-Mamoun auraient alors chauffé les pierres au rouge et les arrosant de vinaigre froid pour favoriser leur progression,. Les témoignages sur les découvertes du calife divergent. Selon certains, le calife n'aurait rien trouvé de plus qu'un sarcophage renfermant un corps corrompu. Tandis que l'historien du Xe siècle, Maçoudi, raconte : 
« On pratiqua pour lui la brèche qui est encore béante aujourd'hui. On employa pour cela le feu, le vinaigre, les leviers... L'épaisseur du mur était d'environ vingt coudées. Etant parvenus à la fin de ce mur, ils trouvèrent au fond du trou un bassin vert rempli d'or monnayé ; il s'y trouvait mille dinars, chaque dinar pesant une once... Ce bassin était, dit-on, d'émeraude, »

L'écrivain du XIIe siècle Kaisi écrit qu'Al-Mamoun y trouva : 
« une chambre carrée à la base et voûtée au sommet, très grande et au milieu de laquelle était creusé un puits de dix coudées de profondeur... On raconte qu'un homme y étant pénétré arriva à une petite chambre où se trouvait une statue d'homme en pierre verte comme la malachite. Cette statue fut apportée à Al-Mamoun. Elle avait un couvercle que l'on retira et l'on trouva le corps d'un homme revêtu d'une cuirasse d'or, incrustée de toutes sortes de pierreries ; sur la poitrine était posée une épée d'un prix inestimable, et près de la tête se trouvait un rubis rouge... La statue d'où ce mort avait été tiré fut jetée près de la porte du palais du gouvernement au Caire, où je la vis en l'an 511 (1117-1118 de l'ère chrétienne) »
De nombreuses allusions à des caractères gravés sur les faces de la pyramide seront faites jusqu'à leur détérioration. Selon Maçoudi, ces caractères étaient de plusieurs sortes ; grecs, phéniciens et d'autres inconnus. Il s'agissait sans doute de témoignages gravés par les voyageurs et accumulés durant plusieurs siècles.
Ibn Khaldoun rapporte dans ses Prolégomènes que le calife Al-Mamoun voulut détruire les pyramides et rassembla des ouvriers pour cela, mais il n’y parvint pas. Ses conseillers lui recommandèrent alors de les laisser en place en témoignage de la grandeur des Arabes, puisqu'ils avaient pu vaincre une civilisation capable de créer de tels monuments. Une partie des débris de la surface des pyramides auraient servi à la construction de quelques maisons du Caire, selon les dires recueillis par ce même historien.
Ces légendes concernant la construction de la pyramide et l'expédition d'Al-Mamoun sont aussi racontées par Ibn Battûta, explorateur marocain, qui voyage en Égypte en 1326. Dans ses mémoires compilés par le lettré Ibn Juzayy al-Kalbi, il consacre un chapitre aux descriptions des pyramides et des berbàs (temples). Il décrit les pyramides, disant qu'elles n’ont pas de portes et l’on ignore de quelle manière elles ont été bâties. En effet, de nombreuses discussions et recherches sont effectuées pour déterminer leur destination et l’ancienneté de leur construction. Il raconte alors la légende antédiluvienne, qui attribue leur paternité à Hermès l’Ancien, qui vivait dans le Saïd supérieur et était appelé « Khonoûkh » (ou « Khonoâkh »). Celui-ci fut le premier à parler des mouvements célestes et des substances supérieures, ainsi que le premier à édifier des temples et y glorifia la divinité. Selon le voyageur, le siège des connaissances et de l’autorité royale en Égypte aurait été la ville de Ménoûf, située à un bérid (espace de quatre parasanges ou douze milles) de Fosthâth. Après la construction d'Alexandrie, elle devint le siège de l’autorité et des connaissances jusqu’à l’avènement de l’islam. Alors Amr ibn al-As, jeta les fondements de la ville de Fosthâth, qui est encore la capitale de l’Égypte. Puis, l'explorateur raconte l'histoire du songe d'un roi, semblable à celle de Surid Ibn Salhouk. Il ajoute que le roi en question demanda aux astrologues si jamais elles risquaient d'être un jour ouvertes. Ils lui répondirent qu’elles le seraient du côté du nord, à un endroit qu'ils lui désignèrent et lui communiquèrent le montant de la dépense que coûterait cette opération. Le roi ordonna alors de déposer en ce lieu la somme équivalente à celle qui serait employée pour pratiquer une brèche. Il y fit allumer un grand feu, puis y fit jeter du vinaigre et y lancer des pierres avec une baliste, jusqu’à ce que s'ouvre la brèche qui existe encore. Il trouva vis-à-vis de cette ouverture la somme d’argent en question, qu'il ordonna de peser. Il fit alors calculer ce qui avait été dépensé pour pratiquer la brèche et Ma’moûn fut très étonné d'apprendre que les deux sommes étaient égales, fut très-étonné de cela. Selon une variante de la légende, apeuré par cette coïncidence, il abandonna aussitôt son projet.
Ainsi, les pyramides avaient la réputation d'être indestructibles, ayant survécu au Déluge et aux ravages des siècles. Seul le Mahdi ou Messie réussirait à les démolir. La destruction des pyramides fut perçue comme un des signes eschatologiques annonçant la fin du monde. Toutefois, ces légendes n'empêchent pas que certaines sources arabes fournissent des descriptions très précises des vestiges pharaoniques, au point que des égyptologues comme Gaston Maspero les ont utilisées pour leurs études. Les Arabes, impressionnés par la perfection des pyramides, y voyaient les résultats des connaissances mathématiques très avancées des anciens Égyptiens.
Un autre témoignage de cet intérêt pour la pyramide vient de Domenico Trevisan (it), parti de Venise en voyage en 1512, qui passa par l'Égypte. Il raconte qu'on a depuis longtemps découvert une ouverture dans celle de Khéops, alors qu'on la croyait auparavant entièrement massive. Un juif, par un art magique ou un trait de génie, reconnut qu'elle était en partie vide à l'intérieur. Il obtint du sultan l'autorisation d'y débuter ses investigations. Poussant loin ses recherches, il y découvrit une ouverture murée, qu'il déblaya, créant un trou pouvant à peine laisser passer un homme couché. Le bâtiment contient un certain nombre de chambres, dont la plus grande contient un sarcophage en porphyre, découvert et vide. Selon le voyageur, cet élément laisse supposer qu'il s'agit bien là de la sépulture d'un roi égyptien.
Au Moyen Âge et au début de la Renaissance, rares sont les explorateurs européens à donner une description quelque peu fidèle des lieux et ils ne connaissent rien de l'Égypte pharaonique. Ils recherchent surtout des traces des personnages bibliques comme Moïse ou la Sainte Famille. D'ailleurs, un épisode retient souvent leur attention. Dans l’Ancien Testament, Joseph conseilla au Pharaon de faire face aux disettes en érigeant des greniers. Ces édifices (en) sont assimilés aux pyramides par nombre de voyageurs chrétiens, partant en pèlerinage pour la Terre Sainte, identification confirmée par la complaisance des guides. Elle aurait pour origine les légendes développées dans les communautés chrétiennes de Fustat avant le IXe siècle. Cette anecdote figure déjà dans un des premiers récits de ces pèlerinages mentionnant l'Égypte, que nous devons à Égérie, qui entama son voyage en 381. Si le chapitre concernant l'Égypte est presque totalement perdu (il n'en reste que le passage concernant le Sinaï), une partie a heureusement été reprise par Pierre le Diacre, moine et bibliothécaire italien du XIIe siècle, dans son Liber de locis sanctis. Cette idée est aussi défendue par Jean de Mandeville dans son Livre des merveilles du monde publié en 1357 (dans son ouvrage, « Babylone » désigne Le Caire). Il souligne pourtant que, d'après certains hommes, lesdites pyramides servent de sépultures à des grands seigneurs d'autrefois. Mais il n'y croit pas car, selon lui, cette identification est confirmée par la rumeur et le discours des habitants, ainsi que par leurs écritures et leurs chroniques. Il rajoute que, si ces bâtiments étaient des tombes, elles ne devraient pas être vides et elles ne devraient pas avoir de portes pour entrer à l'intérieur. D'autres voyageurs médiévaux reprirent cette assimilation. En revanche, toujours au XIVe siècle, Guillaume de Boldensele fait exception : ayant visité les pyramides, il constata qu’elles ne pouvaient servir de greniers et réfuta donc cette identification. Pendant les siècles suivants, les opinions sur le sujet sont partagées. Certains voyageurs européens contredisent cette légende. Domenico Trevisan, visite les pyramides en 1512 et les présente bien comme étant des tombeaux. En 1610, George Sandys démarre un long voyage passant par l'Égypte, où il escalade et visite les pyramides, comme il le raconte dans son Relation of a journey begun Anno Domini 1610. Il y critique sévèrement cette idée de greniers propagée par Grégoire de Nazianze, la présentant comme absurde. Pour preuve, il cite différents auteurs comme Hérodote, Strabon, ou encore Lucain, qui présentent bien ces monuments comme des sépultures (ce qui ne l'empêche pas de dire qu'elles ont été construites par des Troyens captifs, amenés par Ménélas en Égypte). Mais d'autres voyageurs y croient toujours, comme Balthasar de Monconys, qui visite le pays en 1645 et évoque brièvement les greniers de Joseph du vieux Caire, qui selon lui n'ont rien de remarquable,,.

### Explorateurs occidentauxXVIIe-XIXesiècles

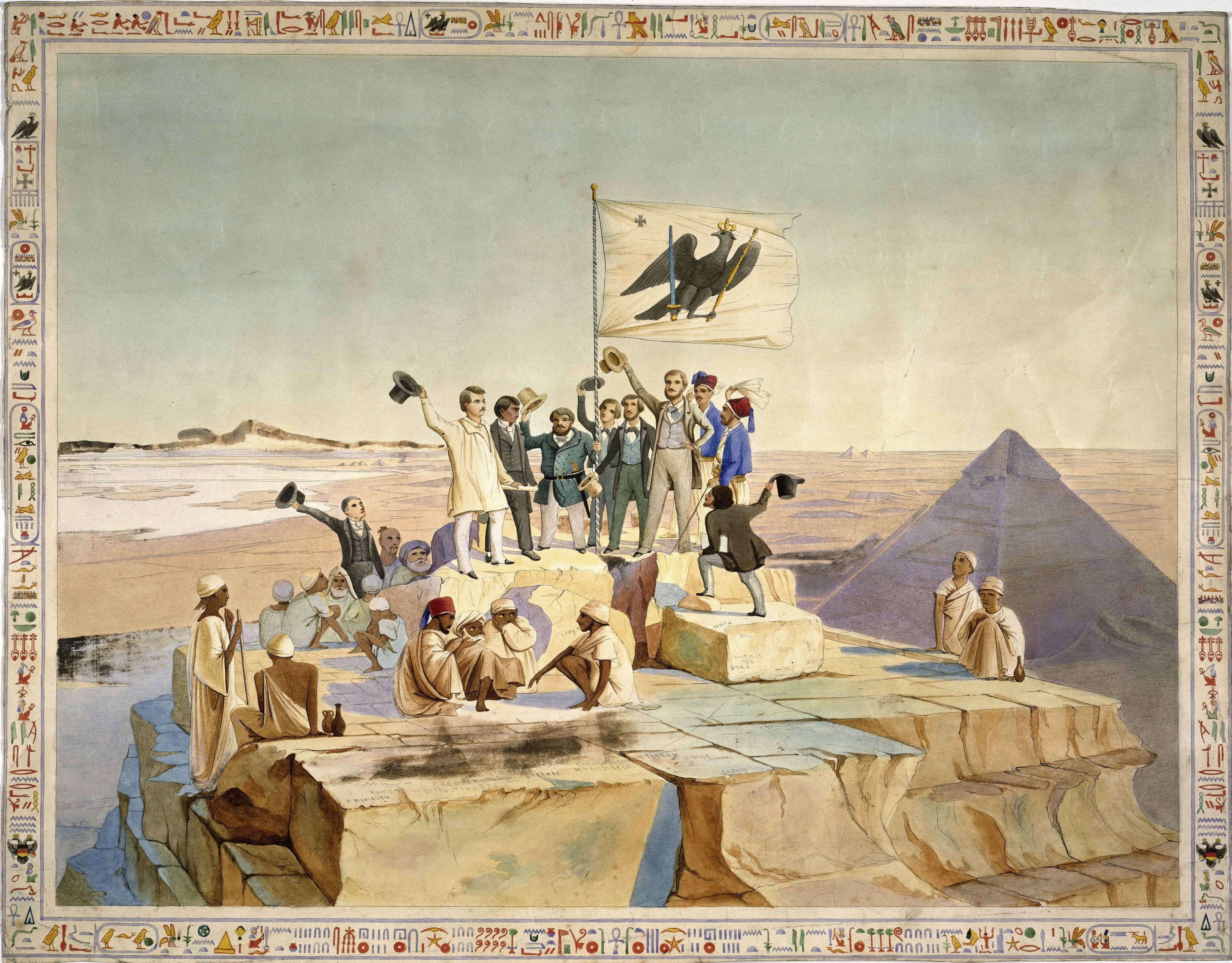
Arrivée d'une expédition prussienne au sommet de la pyramide de Khéops en 1842.

Il faut attendre le milieu du XVIIe siècle et l'ouvrage Pyramidographia de l'astronome britannique John Greaves pour découvrir enfin un plan détaillé des agencements internes de la grande pyramide. On discerne la descenderie obstruée à mi-parcours par un amas de débris, la chambre de la reine encombrée de gravats, la grande galerie et la chambre du roi.
Le livre Description de l'Égypte... (livre de l'Abbé le Mascrier composé d'après les mémoires de Benoît de Maillet), dont la première édition date de 1735, relate le fait que Benoît de Maillet (ancien consul de France au Caire) a visité la grande Pyramide une quarantaine de fois. Un plan intérieur de la grande Pyramide y figure, plan qui sera repris par le livre Lettres sur l'Égypte... publié en 1785 (Claude-Étienne Savary).
En 1754, l'ouvrage de l'historien Charles Rollin édité par l'anglais Knapton est illustré d'une vue de la grande galerie.
En, 1787, l'orientaliste français Volney porte un regard critique sur les pyramides dans son Voyage en Syrie et en Égypte, pendant les années 1783, 1784 & 1785. Il y souligne que personne n'est d'accord sur leurs dimensions malgré les nombreuses mesures effectuées, ainsi que les difficultés à comprendre les descriptions de leurs intérieurs. Il contredit l'idée de certains historiens que ces monuments aient pu servir, non pas de tombes, mais d'observatoires. Surtout, il est très critique envers les pharaons, « les despotes d'un peuple superstitieux [qui] ont pu mettre de l'importance et de l'orgueil à bâtir pour leur squelette une demeure impénétrable ». À propos des pyramides, il est indigné que toute une nation ait été mobilisée vingt ans durant pour construire ces « barbares ouvrages ». Il reprend la critique exprimée sur le sujet par Voltaire en 1756 dans son Essai sur les mœurs. Volney ne décrit pas tant les pharaons à l'origine des pyramides de Gizeh (qu'il écrit « Djizé »), qu'il se livre à une réflexion générale sur la fonction des pyramides et le coût de leur construction, insistant sur le plan éthique.
C'est entre les années 1798 et 1801 que la mission scientifique commandée par Vivant Denon durant la campagne d'Égypte va pouvoir établir les premières observations rigoureusement archéologiques de la grande pyramide. Outre de magnifiques planches représentant le site de Gizeh, la monumentale Description de l'Égypte, publiée sur l'ordre de Bonaparte nous livre les premières vues réalistes de l'intérieur de la grande pyramide, ainsi que des plans d'une très grande précision. La publication de la description va provoquer un véritable engouement. Les voyageurs et explorateurs vont se succéder durant le XIXe siècle. Les ingénieurs Howard Vyse et John Shae Perring vont fouiller, creuser et laisser de nombreuses traces de leurs passages dans la plupart des pyramides memphites et plus particulièrement dans la grande. Leurs résultats fournissent aujourd'hui encore des renseignements précieux pour qui veut étudier la grande pyramide.
À partir de cette date, la grande pyramide sera étudiée et mesurée dans ses moindres détails par de très nombreux savants, spécialisés ou non dans cette discipline. Deux ouvrages sont alors largement diffusés : le très controversé Our Inheritance in the Great Pyramid, de l'astronome écossais Charles Piazzi Smyth et The Pyramids and Temples of Gizeh, de Flinders Petrie.

### Galerie des représentations de la pyramide de Khéops jusqu'auXIXesiècle

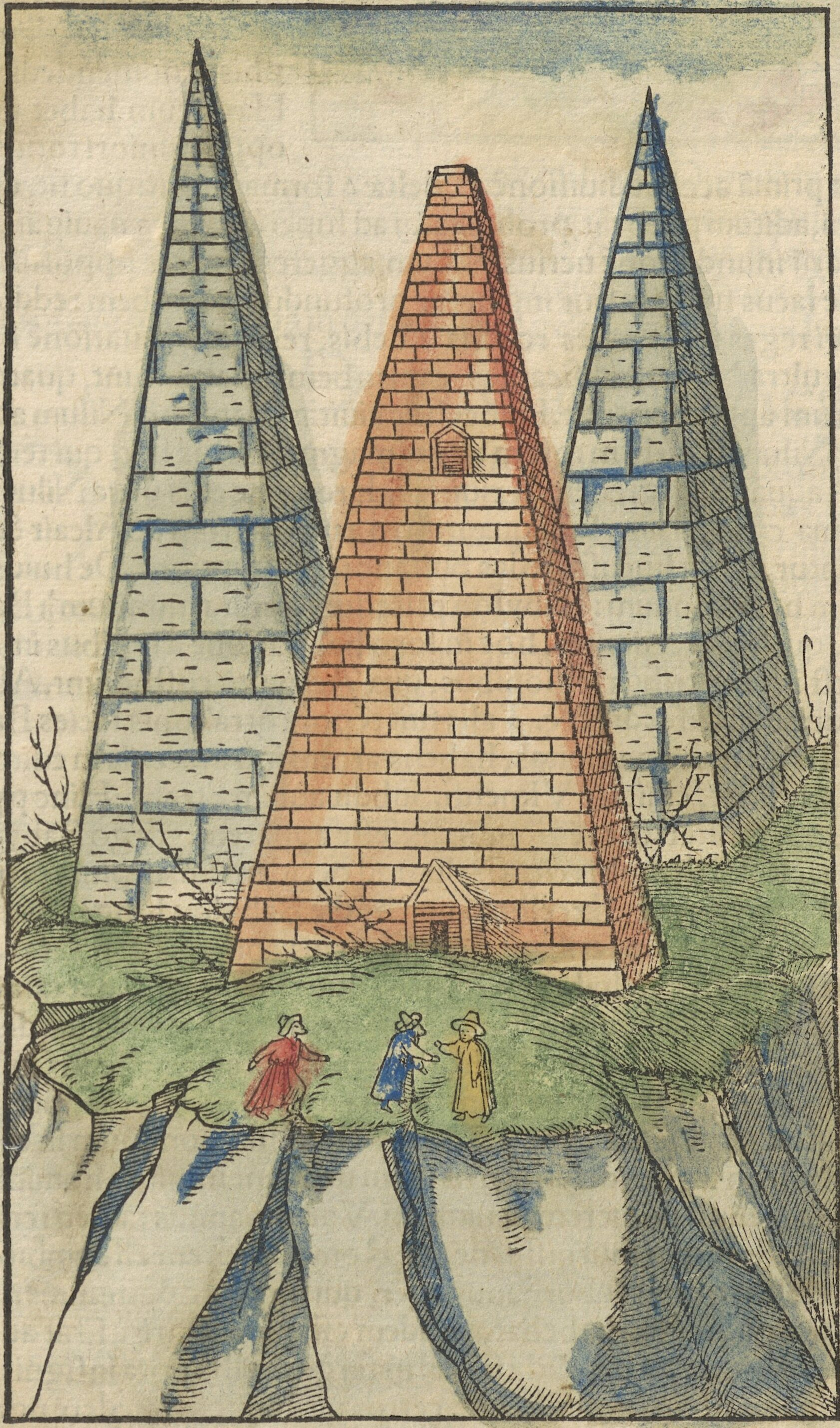
Les pyramides de Gizeh (gravure de 1550).
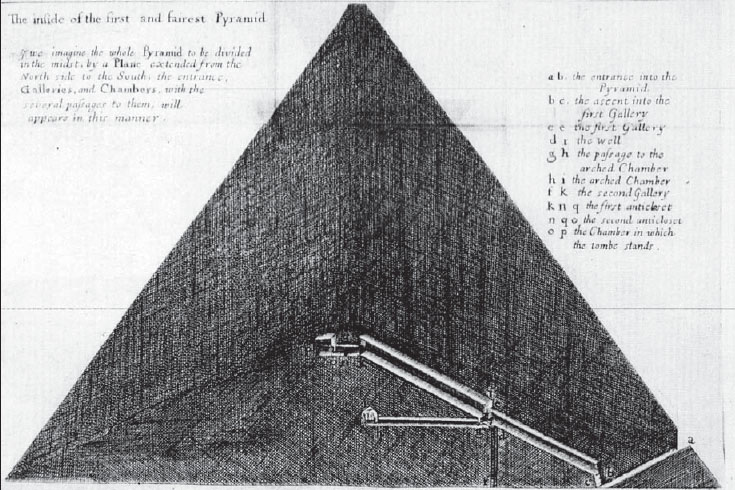
Coupe de la pyramide de Khéops (John Greaves, 1646).
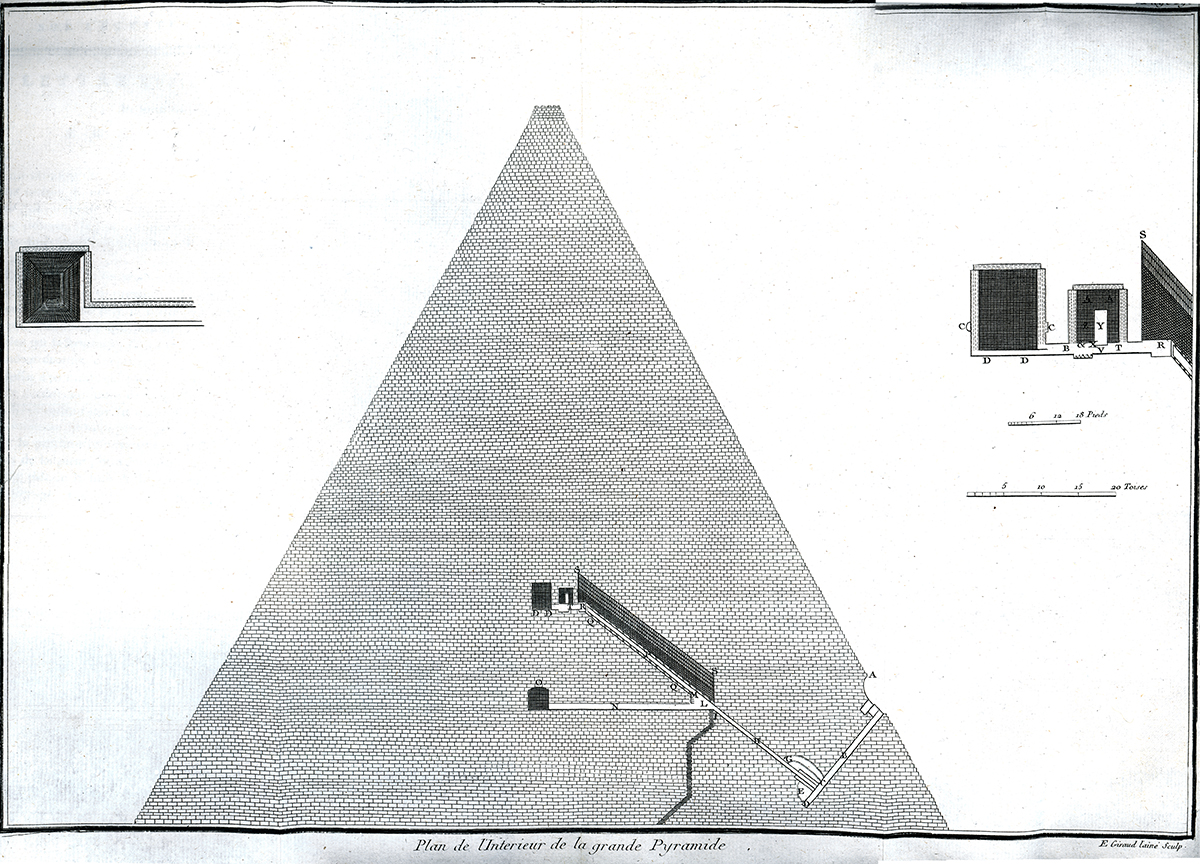
Plan intérieur de la grande Pyramide (Lettres sur l'Égypte, Claude Étienne Savary, 1785).
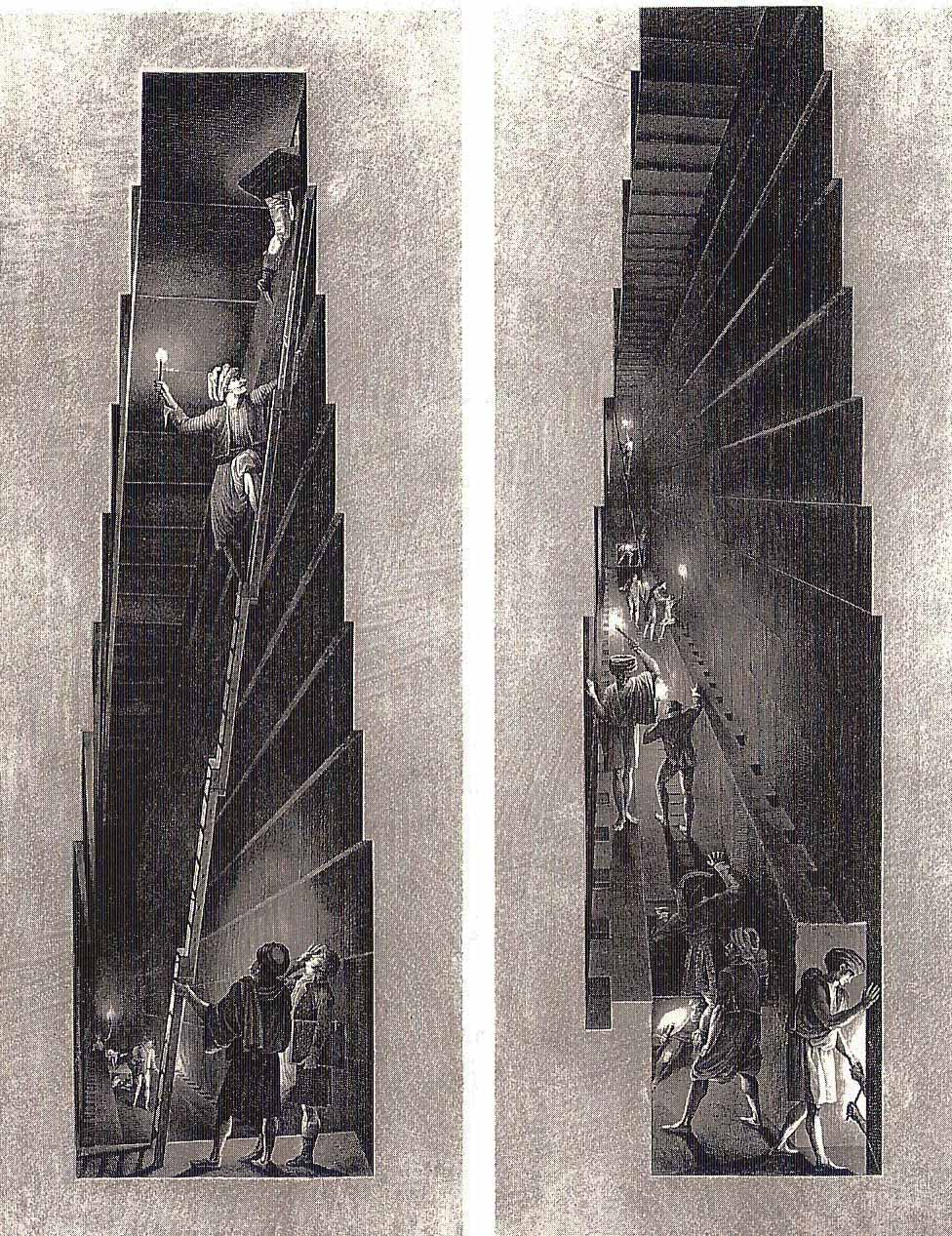
La grande galerie vers 1799 (Description de l'Égypte).

### Haut lieu de tourisme populaire
Haut lieu touristique, les pyramides sont menacées par la rapide urbanisation du plateau de Gizeh.
De ce fait, une nouvelle politique de protection du plateau est en cours d'élaboration[Quand ?], avec notamment l'édification d'une clôture sur tout son pourtour délimitant ainsi la zone archéologique protégée et l'aménagement de deux entrées distinctes. L'accès des touristes non égyptiens se fait par le nord du site, précisément à proximité de la pyramide de Khéops[réf. souhaitée].
Chacune des pyramides de Gizeh est tour à tour fermée une année pour réaliser des travaux de restauration et de conservation (nettoyage du sel, colmatage de fissures). Le nombre de visiteurs à l'intérieur de la pyramide est limité à 300 par jour.

### ScanPyramids
Depuis 2016, Scanpyramids, un projet international de recherche et d’exploration de quatre grandes pyramides égyptiennes est mis en œuvre. Il est conçu et coordonné avec la Ingeneer Faculty de l’Université du Caire par le HIP Institute, sous l’autorité du ministère égyptien des Antiquités.
Les premiers résultats concernant la Grande Pyramide mettent en évidence un vide sur l’arrête nord-est de l’édifice. Un autre vide est découvert derrière les chevrons de l’entrée sur la face nord,,.
Enfin, en 2017, un vide important d’un volume similaire à la grande galerie est détecté au-dessus de celle-ci. Cette découverte fait l’objet d’une communication dans la revue scientifique Nature,.
La cavité découverte est dénommée « ScanPyramids Big Void ». Les acteurs de la mission restent cependant prudents, rappelant qu’ils ne sont que des ingénieurs et des physiciens, laissant aux archéologues le soin de l’interprétation et de l’établissement d’un programme pour le futur.

## Dans la fiction

### Bande dessinée
- Edgar P. Jacobs, Le Mystère de la Grande Pyramide (1954-1955), volumes 4 et 5 (constituant le second épisode) de la série Blake et Mortimer. Dans ce récit d'archéologie-fiction, l'auteur se documente sérieusement sur l’égyptologie pour imaginer la tombe du pharaon Akhnaton dans une fictive chambre d'Horus, située dans les fondations de la pyramide. Cette salle n'est pas totalement inventée par l'auteur, se basant sur les Histoires d'Hérodote (plus précisément Euterpe 124)[98], la décrivant ainsi : « elle est aménagée dans une île ceinturée d'un fossé maçonné, alimenté par un canal amenant l'eau du Nil à la saison des crues... ».
- Dans l'album Astérix et Cléopâtre de René Goscinny et Albert Uderzo, le fourbe Tournevis enferme les héros dans une salle de la pyramide, en leur assénant cette phrase devenue culte : « Ce tombeau sera votre tombeau ».
- Lucien De Gieter, Le Talisman de la grande pyramide (1998), volume 21 des aventures de Papyrus.
- L'album le Secret d'Imothep de Jean-Pierre Petit (2014) fait référence à de nombreux éléments hypothétiques concernant le mode de construction des pyramides, proposés par différents auteurs.

### Cinéma
- La Terre des pharaons de Howard Hawks, 1954
- Sans plus attendre (The Bucket List) de Rob Reiner, 2007
- 10 000 de Roland Emmerich, 2008
- Jumper (2008), réalisé par Doug Liman, d'après le roman homonyme de Steven Gould.
- Transformers 2 : La Revanche (Transformers : Revenge of the Fallen) de Michael Bay (2009).
- Moi, moche et méchant (2010), film d'animation réalisé par Chris Renaud et Pierre Coffin d'après une histoire de Sergio Pablos.

### Télévision
- Dans la série télévisée Stargate SG-1, le docteur Daniel Jackson théorise le fait que l'utilité des pyramides telles que la grande pyramide de Khéops est de servir de base d'atterrissage pour des vaisseaux spatiaux alien de grande taille (dont la concavité répond à la convexité des pyramides).

### Jeux vidéo
- Dans Tomb Raider : La Révélation finale, Lara Croft finit son périple égyptien sur le site de Gizeh. Après avoir exploré le Sphinx, la pyramide de Mykérinos (pharaon appelé fautivement Menkaouhor dans la version française), les mastabas et pyramides des reines de Khéops, elle pénètre dans la Grande Pyramide. Sous celle-ci se trouve le temple d'Horus, où l'héroïne invoque ce dieu pour renfermer l'esprit de Seth, qu'elle a libéré par erreur au début du jeu. Ceci fait, elle doit s'échapper du monument dont la sortie s'écroule, mais échoue et finit enfermée dedans. Ses proches la croient ainsi morte.
- La pyramide de Khéops est visitable dans le jeu Assassin's Creed Origins[99]. Le joueur peut y grimper jusqu'au sommet afin de se synchroniser et également y découvrir l'intérieur.
- Dans Civilization VI, la Grande Pyramide est une merveille que les joueurs peuvent construire pour obtenir divers bonus en jeu [réf. nécessaire].

### Littérature
- L'Alchimiste, conte philosophique du Brésilien Paulo Coelho paru en 1988.
- La Pyramide, roman de l'Albanais Ismaïl Kadaré, paru en 1992.
- La Pyramide assassinée, roman du Français Christian Jacq publié en 1993, premier tome de la série Le Juge d'Égypte.
- Le Roman des Pyramides, pentalogie du Français Guy Rachet publié entre 1997 et 1999.
- Le Secret des bâtisseurs des grandes pyramides : La Fabuleuse Histoire de Khéops, roman du Français Georges Goyon.
- Chéops: Je suis l'Éternité, Zahi Hawass et Véronique Verneuil, Orients Editions, 2023,  (ISBN 979-1093315355)

## Récits pseudo-scientifiques
Plusieurs récits pseudo-scientifiques ont vu le jour, pour expliquer l'origine et la destination de ce monument :
- le récit d'une civilisation disparue, antérieure à l’Égypte antique et plus évoluée technologiquement (désignée civilisation X par Edward F. Malkowski[100]), selon laquelle la Grande Pyramide n'aurait été utilisée comme tombeau royal que bien après sa construction, par les Égyptiens qui en ignoraient l'usage initial[réf. souhaitée] ;
- le récit selon lequel les anciens Égyptiens auraient eu des connaissances technologiques bien plus avancées que celles qui leur sont habituellement reconnues : selon l'auteur Christopher Dunn[101], la Grande Pyramide était une centrale énergétique utilisant la résonance non linéaire ou résonances de Schumann, qui grâce à ses dimensions proportionnelles à celle de la Terre, permettait par résonance la production d'énergie vibratoire, et l'utilisation de machines de découpe et d'usinage des blocs de granite par ultra-son[102],[103] ;
- certains chercheurs comme John Cadman[104] ou Edward Kunkel dans son livre Pharaoh's Pump[105], défendent l'hypothèse de l'utilisation de la Grande Pyramide comme d'une pompe hydraulique géante du type bélier. Cette hypothèse a été relancée[Par qui ?] lorsqu'en février 2000, la découverte et l'exploration par des égyptologues d'un réseau de galeries, chambres et puits inondés a été révélée par Zahi Hawass[106],[107] ;
- le récit selon lequel la période du pharaon Khéops correspondait uniquement à la restauration de la pyramide, et non à sa construction, laquelle aurait eu lieu à une période bien antérieure restant à définir, pour un autre usage que la simple sépulture[108] ;
- le récit d'une civilisation supérieure d'origine atlante, voire extraterrestre, dont les moyens et objectifs ne sont pas identifiables ;
- le récit d'un mécanisme hydraulique au sein de la pyramide, qui permettrait de rejoindre une chambre hypothétique supposée inviolée[109],[110].

Certains n'hésitent pas à vandaliser le monument pour amener la preuve de leur théorie.